# صالح العجيري
صالح محمد صالح عبد العزيز العجيري (6 شوال 1338 هـ - 9 رجب 1443 هـ / 23 يونيو 1920 - 10 فبراير 2022)، عالم فلك ورياضيات كويتي. قدم الكثير لعلم الفلك بتقديمه هذا العلم للعرب والمسلمين المتخصصين منهم والباحثين أو الهواة وله الكثير من الإضافات العلمية في الفلك وعلومه من خلال أبحاثه العلمية والعديد من الكتب والمؤلفات والندوات والمحاضرات والبرامج التي قدمها في المراكز العلمية المتخصصة والأندية والمشاركات بفعاليات مختلفة في المؤتمرات العلمية المحلية والدولية. وله الكثير من المؤلفات التي تتناول موضوعات الفلك ومن إنجازاته تقويم العجيري المُسمى على اسمه.
تلقى تعليمه الابتدائي في الكتاتيب فتعلم اللغة العربية والفقه والحساب ومبادئ اللغة الإنجليزية وطرق مسك الدفاتر المتعلقة بعلم الحساب التجاري ثم انتقل إلى مدرسة لتربية الأطفال أنشأها والده في الفترة من 1922 حتى عام 1928 تفتح ذهنه وسبق زمانه بالعلم والمعرفة فنافس مدرسيه بالعلوم الحسابية، فالتحق بالمدرسة المباركية في العام 1937 واستمر فيها حتى أتم بنجاح دراسة الصف الثاني الثانوي.
والده هو أول من شجعه على دراسة علم الفلك بعد أن اكتشف فيه خوفه من ظواهره فأرسله إلى قبيلة الرشايدة في بر رحية جنوب غرب الجهراء لتعلم الرماية والفروسية فكان في أوقات الراحة يتأمل في السماء الزرقاء ليرى الشمس والقمر مما أدى إلى زيادة حبه للعلم بدل الخوف، ثم انتسب إلى مدرسة عبد الرحمن بن حجي مؤسس علم الفلك في الكويت ودرس على يديه وتعلم من عدد من المراجع التاريخية، وأيضًا بتشجيع من والده وإرشاده إلى الشيخ أحمد خليفة النبهاني للتعلم منه علم الربع المجيب وقراءة العديد من الكتب الفلكية، حيث يُعتبر ما تلقاه العجيري حول علم الربع المجيب هو انطلاقته الأولى القوية في الفلك وقد درسه في عام 1935 على يد عبد الرحمن قاسم الحجي الأخ الأكبر لـ يوسف الحجي وزير الأوقاف السابق الذي تلقى هو بدوره علم الربع المجيب على يد بيت آل نبهان بالحجاز وعند عودته للكويت أحضر معه كثيرًا من الكتب والمعلومات التي قام بتدريسها للعجيري.
منذ عام 1946 وحتى يومنا هذا واجه العجيري الكثير من الصعاب والمعوقات للحصول على المزيد من العلم بسبب حبه وشغفه بالفلك، فبعد انتهاء الحرب العالمية الثانية ورغم أنه لم تكن هناك وسائل للمواصلات سهلة ومتوفرة إلا أنه سافر إلى عدد كبير من الدول العربية والأجنبية وكانت أول دولة قصدها هي مصر وكان ذلك في عام 1945 فتوجه إلى جامعة الملك فؤاد الأول ودرس في مدرسة الآداب والعلوم - كلية الآداب وكلية العلوم حاليًا - في القاهرة وخضع لاختبار إتمام الدراسة فيها في قسم الفلك ونجح بتفوق في 10 فبراير 1946 بعد أن أتم دراسته فيها توجه إلى المنصورة في شمال مصر واستكمل دراسته الفلكية فيها حتى حصل على شهادة علمية تفيد بتخصصه في علم الفلك من الاتحاد الفلكي المصري في الأول من أكتوبر عام 1952.
استمر في القاهرة في طلب علم الفلك من خلال البحث والاطلاع والرصد والاستكشاف ومراسلة المراصد العلمية والمؤسسات العلمية الفلكية المتخصصة وزار الكثير من دول العالم منها المملكة المتحدة والولايات المتحدة الأمريكية وسوريا ولبنان والأردن وفلسطين والسعودية والسودان وتونس والجزائر وسويسرا وألمانيا وفرنسا وتركيا والعراق وإيران كما شارك في كثير من المؤتمرات الفلكية العربية والدولية.
وفي أواخر الستينيات وأوائل السبعينيات من القرن العشرين بنى مرصدًا فلكيًا في الكويت وعلى نفقته الخاصة واشترى قسيمة في الزاوية الغربية الجنوبية من منطقة الأندلس وتوجه في عام 1973 إلى الولايات المتحدة الأمريكية لشراء القبة الخاصة بالمركز والتي كان طولها ثلاثة أمتار وفي عام 1977 تم اقتراح تسمية المرصد باسمه فسُمي مرصد العجيري، وشُكلت لجنة خاصة لإنشاء المرصد في 3 مارس عام 1981 تضمه هو وممثلين لمؤسسة الكويت للتقدم العلمي والنادي العلمي، وفي عام 1980 قام أمير الكويت جابر الأحمد الجابر الصباح بتكريمه، وبعد هذا التكريم بدأ العمل في إنشاء مركز علوم الفلك والأرصاد الجوية بالنادي العلمي في مقره الجديد في جنوب السره وترك العجيري العمل في بناء المرصد الذي في الأندلس وفي 15 أبريل عام 1986 افتتح الأمير جابر الأحمد الجابر الصباح المرصد بنفسه.

## النشأة

### الأسرة
ولد صالح العجيري بتاريخ 23 يونيو عام 1920 وقيل عام 1921 وقيل عام 1922 في الحي القبلي براحة السبت – قرب غرفة التجارة الآن – في منزل والده الملا محمد صالح عبد العزيز العجيري الواقع في فريج عثمان الراشد الكائن في مدينة الكويت العاصمة الآن، ترتيب صالح من بين أخوته هو الابن الأكبر من بين أخوته التسعة - خمسة من الذكور وأربع من الإناث - نشأ العجيري في بيئة بسيطة خالية من الوسائل التكنولوجية تقريبًا يغلب عليها طابع البادية بسبب انتماء الكثير من الكويتيين إلى المجتمع البدوي كما أرسله والده إلى البادية في صغره ليعيش حياة القبائل ويتعلم منهم شظف العيش والقدرة على التحمل والصبر وتعلم الفروسية وحمل السلاح وفي الرابعة من عمره أخذه والده إلى الكتاب حيث تعلم القراءة والكتابة والقرآن الكريم والحساب وبعض الفقه والحديث. فتعلم الصبر والقوة والقدرة على تحمل المشقة والاعتماد على النفس منذ نعومة أظفاره.
توفيت والدته سنة 1933 وهو لم يتعدى الثانية عشرة من عمره وله من الأخوة أربعة فأصبح فجأة مسؤولًا عن رعايتهم حيث كان الأكبر سنًا الأمر الذي جعله يهتم ببعض الأمور مثل طهي الطعام وحلب الأغنام، فوالده كان موظفًا في إدارة البلدية ووظيفته تأخذ كل وقته في الليل وفي النهار، لم تمنعه هذه المشاغل من الذهاب إلى المدرسة لكن لم يكن له متسع من الوقت لينال قسطًا من الراحة أو حتى اللعب مع «عيال الفريج» فانعكس ذلك على حياته داخل الصف في المدرسة فمارس الشغب تجاه المدرسين وأصبح يتزعم المشاغبين من الطلاب داخل الصف فكان مشاغبًا لدرجة كبيرة ويتفنن في ابتداع الأساليب الجديدة وكان زملاؤه يأخذون عنه ابتكاراته التي صار الآن يمانع كثيرًا في الإفصاح عنها خوفًا من استغلالها في المدارس، واتجه بعدها إلى التمثيل لكي يفرغ طاقاته في هذا المجال وقد اشتهر بالتمثيل حيث مارسه منذ عام 1938م وحتى 1961م.
رغم أن اللعب مع الأقران في الحي كان لعبًا شعبيًا في مساحات خالية توجد بين البيوت في ذلك الوقت تسمى البراحة، فليس هناك من أندية رياضية ولا أندية اجتماعية كما هو الحال الآن، ومن الألعاب الشعبية للبنين على سبيل المثال لا الحصر لعبة خروف مسلسل هدوه ولعبة أنا الذيب بأكلكم وأنا أمكم بحميكم، إلا أن العجيري لم يمارس اللعب في الحي مع أصدقائه إلا لسنوات قليلة بسبب وفاة والدته وهو في سن بكرة.

### البيئة
نشأ العجيري في بيئة بسيطة حيث كانت حياة الكويتيين فيها بسيطة أيضًا خالية من الوسائل التكنولوجية يغلب عليها طابع البادية سواء داخل مدينة الكويت أو خارجها في القرى والصحراء وذلك بسبب انتماء الكثيرين منهم إلى المجتمع البدوي والذي كان سائدًا في أول الأمر وتغلب عليه تقاليد القبائل العربية، حيث كانت الصحراء دائمًا مجالًا للغزوات والحروب بين القبائل حيث كانت تسيطر عليهم نزعة السيطرة وحب البقاء، والكويت تقع على حافة الصحراء تراقب الأمور بعين يقظة مما يدفع الكويتيين جميعًا إلى تعلم الفروسية واستعمال السلاح للدفاع عن حماهم وهذا ما دفع والد العجيري إلى إرسال ولده إلى البادية في صغره ليعيش حياة القبائل ويتعلم منهم شظف العيش والقدرة على التحمل والصبر وتعلم الفروسية وحمل السلاح وكنت إذا تناولت الغداء عند البدو تكون في حماهم يومًا وليلة وإذا شربت عندهم القهوة تكون في حماهم حتى تغيب عن بصرهم.
أثرت هذه البيئة تأثيرًا كبيرًا على حياة العجيري، خاصة وأن مولده الكائن تجاه غرفة التجارة والصناعة أي قرب شركة البترول الوطنية الآن طرف الحي القبلي قرب السوق في مدينة الكويت العاصمة.

### والده

الملا محمد صالح العجيري. (والد العجيري)

والد العجيري هو محمد صالح عبد العزيز العجيري ولد في عام 1888 في مدينة بريدة بمنطقة نجد وتوفي في 19 مارس 1979 في الكويت عن عمر ناهز 91 عامًا، قدم للكويت بحثًا عن مجال جديد للرزق إبان الحرب العالمية الأولى تميز بالعدل في حياته العامة والخاصة فاشتهر بحزمه وعدله بين زوجاته بجمعه في فترة من حياته بين ثلاث زوجات كن بفضل عدله كالأخوات يأكلن معًا ويجلسن معًا ويتبادلن الأحاديث الودية في السهرات معًا في أوقات الفراغ وفي غيرها وعامل أولاده من بنين وبنات بكل حنان وحب كما كان يقوم بنفسه بمعاونة زوجاته على تنظيفهم وإطعامهم وكان شديد الحرص على تنشئتهم النشأة الصالحة فخصص لهم من يعلمهم القرآن وفقه الحديث بالإضافة إلى جهده الخاص في ذلك في مدرسته الخاصة.
كما كان حافظًا للقرآن الكريم ودائب الاطلاع حيث كون مكتبة خاصة به فيها الكثير من ذخائر الكتب وذكر عنه وعظ المسلمين في أي مسجد يصلي فيه وبنى مسجدين أحدهما قرب فندق المريديان إلا أنه أزيل، وفور قدومه من نجد إلى الكويت عمل مزارعًا في حوطة الرشيد ثم عمل بحارًا فمراسلًا في المدرسة المباركية ثم رافق الشيخ محمود مصطفى في مدينة الشطرة بالعراق ثم عاد إلى الكويت وافتتح مدرسة سميت تربية الأطفال عام 1920 وكانت تقع تحت كشك آل صقر وهي عبارة عن صالة كبيرة كان آل صقر يستخدمونها كمخزن يخزنون فيها البضائع إلا أنهم سلموها إلى والد العجيري لاستعمالها كمدرسة وموقعها الآن يشغله متحف الكويت الوطني على ساحل البحر في الحي القبلي، درس في مدرسته القراءة والكتابة والحساب والمحفوظات المختارة وتحفيظ القرآن.
كان يحلق رؤوس الطلاب ويخصص قطعًا من الحلوى لمكافأ التلاميذ المميزين وللطلاب الذين يجمعون قطع الزجاج التي تلقى بجانب الشاطئ بواقع أن معظم الطلاب كانوا حفاة في ذلك الوقت، ويجلس الطلاب في المدرسة جميعهم على الأرض ويفترشون الجودري وهو حصير منسوج من الحبال أما الجرس فيدقه جاسم الصقر عضو مجلس الأمة السابق وكان عبارة عن جالون حديد فارغ يضرب به الأرض، كما كان والد العجيري يسمح للطلاب بالسباحة في البحر مخالفًا بذلك جميع المدارس الأخرى فمساكن الكويتيين كلها قريبة من البحر مما جعل الصبيان في الصيف يسبحون في البحر طول النهار فتجف شعور رأسهم وتصطبغ باللون الأشقر لعدم وجود وسيلة للتسلية غير ذلك البحر فيعمد أولياء أمور الطلاب بالطلب من المدرس أن يوقع أو يكتب جملة بالحبر على ساق التلميذ فإذا حضر في اليوم التالي عرف المدرس هل سبح في البحر أم ويعاقبه تبع لذلك.

ومن ذكريات العجيري حول دراسته في كتاتيب يقول: 
استمر الملا محمد على ذلك حتى عام 1930 حيث أغلق المدرسة بسبب كساد مهنة الغوص في ذلك الوقت لظهور اللؤلؤ الصناعي الياباني والتي هي مصدر رزق الكويتيين آنذاك وبذلك لم تستطيع غالبية الآباء من دفع رسوم المدرسة بل إن كثيرًا منهم كتبوا صكوكًا على أنفسهم بأنهم سيدفعون ما عليهم إذا تيسرت الأمور، وقد جمعها والد العجيري وحرقها في نار كان يصطلي بها من برد الشتاء والتي ذكرها العجيري الابن وهو في الحادية عشرة من عمره بطلب والده منه إحضار هذه الصكوك وحرقها أمامه، فانخفض دخل والده مما اضطره إلى ترك هذه المهنة والعمل في تربية المواشي ثم التحق للعمل موظفًا في إدارة البلدية يشرف على المواشي قبل الذبح ثم يختم الصالح منها للاستهلاك البشري بختم البلدية.

### التعليم

#### الكتاتيب
بالرغم من أنه لم يوجد في عشرينيات القرن العشرين وهي فترة الطفولة من حياة صالح العجيري من المدارس في الكويت سوى المدرستين المباركية والأحمدية إلا أن هناك عدد من الكتاتيب يكفي لاحتياجات السكان محدودي العدد أنذلك وكانت في معظمها تقوم بتحفيظ القرآن وتعليم القراءة والكتابة والحساب والبعض الآخر منها كانت تعني بالإضافة إلى ذلك بمبادئ الفقه والنحو والإملاء وتحسين الخطوط، ومن المألوف أن يصطحب الأب ابنه إلى المدرسة ويقول للمعلم «لك اللحم ولي العظم» كناية إلى أن للمعلم الحق في تأديب الولد بالطريقة التي يراها مناسبة مهما كانت قاسية، ومن رسائل التأديب استعمال آلة الفلقة أو الجحيشة أو حبس الولد المشاغب في المدرسة بعد انصراف الطلاب ليوم أو بعض اليوم ويرسل له أهله طعام الغداء إلى هناك.

الملا مرشد السليمان، صاحب مدرسة على اسمه تخرج منها الكثير من الوجهاء والأعيان في الكويت.

في هذا الجو التعليمي السائد آنذاك والذي قد نراه في زماننا هذا قاسيًا بعض الشيء خطرت ببال محمد صالح عبد العزيز العجيري والد صالح العجيري فكرة افتتاح مدرسة سماها تربية الأطفال وتقع في كشك الصقر – فندق الشاطئ الذهبي حاليًا – وذلك ما بين سنتي 1922 إلى سنة 1932 ميلادية، وبالرغم من أنه لم يطلع على أسس التعليم الصحيحة ولم تكن له أية دراية بالأساليب التربوية في تلك الفترة إلا أنه شذ عن طرق التعليم السائدة آنذاك وسمح للأطفال بمزاولة النشاطات التي لم تكن معتادة في ذلك الوقت لاسيما فيما يتعلق بتنمية مواهبهم، وقد تلقى ابنه صالح دروسه الأولى في تلك المدرسة، ففي الرابعة من عمره أخذه أبوه إلى كتابه حيث علمه القراءة والكتابة والقرآن والحساب وبعض الفقه والحديث وظل في كتاب أبيه حتى التاسعة من عمره.

ثم انتقل إلى المدارس الأهلية الأخرى حيث التحق بعد ذلك بمدرسة محمد بن شرف بسبب انتقال سكنه إلى حي الرشايدة وصاحبها هو الأستاذ محمد بن شرف الذي درس فيها مع الأستاذ سعد بن سنين مدرس تحسين الخطوط والذي كان يداوم يومًا بعد يوم وفي أواخر عام 1932 انتقل إلى مدرسة عبد المحسن الصقلاوي ولم يكن يساعده في التدريس في المدرسة أحد سوى بعض تلاميذه الكبار الذين يدرسون الأطفال الصغار وهو نفس العام الذي انتشر فيه مرض الجدري بين الأطفال فكانت الوفيات الكثيرة جدًا وسميت سنة الجدري. ثم انتقل إلى مدرسة الملا مرشد عام 1933 لتغيير محل سكنه إلى حي الصالحية وتقع تجاه دائرة البلدية وظل العجيري في هذه المدرسة حتى 1937 وذلك لكي يتمكن من دراسة الحساب واللغة الإنغليزية وإمساك الدفاتر والدين تمهيدًا لدخوله عالم التجارة حسب رغبة أبيه، قال العجيري:
 وقال عن الملا مرشد: 
 ولم يلتحق العجيري بالمدارس الحكومية قبل عام 1937 لاقتناع والده بجدوى دراسته في مدرسة الملا مرشد حيث يتعلم فيها إمساك الدفاتر التجارية واللغة الإنغليزية بغرض زجه في العمل بالأسواق التجارية. إلا أن والده في نفس الوقت كان حريصًا على تنشئته النشأة الدينية فخصص له مدرسًا ليتلقى منه دروسًا في الفقه وعلم الفرائض والحديث وكذلك حرص على يقوم لسانه ويقوي لغته العربية فجعله يحفظ الأجرومية في علم النحو في صغره وكان والده يتابع استمراره في الدروس.
كما أرسله إلى البادية ليتعلم الفروسية والرماية ولتعود الحياة الخشنة، فأنس الصحراء وبهرته محاسنها، فكانت من المباهج التي يأنس لها وتأخذ بمشاعره وربما زادت بشغفه في دراسة علم الفلك وقد علمته القبيلة التي استضافته وهم الرشايدة طرق الاستدلال على الجهات الأربع لا سيما إذا تلبدت السماء بالغيوم أو كان الوقت ليلًا ذلك أن الريح الشمالية تهب في العادة رتيبة، أما الريح الجنوبية فتأتي متعثرة في هبوبها، لذلك فإن ريح الشمال تكون مثلثًا صغيرًا من الرمال الناعمة في أحد جوانب الحجارة أو في أصول الشجيرات الصحراوية، وبذلك يتعرفون على جهة الشمال والجهة المعاكسة لها وهي الجنوب ومتى عرفت الجهتين أمكن معرفة جهتي الشرق والغرب بسهولة.

صالح العجيري عام 1946

#### التعليم النظامي
تلقى التعليم في بداية حياته بالكتاب فتعلم اللغة العربية والفقه والحساب ومبادئ اللغة الإنجليزية وطرق إمساك الدفاتر المتعلقة بعلم الحسابات التجارية وفي عام 1937 وبعد افتتاح المدرسة المباركية التحق بها العجيري ليكمل تعليمه العام وفيها تلقى دروسه تبعًا للمنهج الفلسطيني الذي كان يُدرس فيها، واستمر في دراسته بالمدرسة إلى أن أتم بنجاح دراسة منهج الصف الثاني الثانوي فقط لعدم وجود العدد الكافي من الطلاب الذي يصلح لافتتاح فصل جديد للصف الثالث الثانوي فيها في ذلك الوقت، حيث قام والده بإدخاله مدرسة المباركية بناءً على طلب بعض من أعضاء المجلس التشريعي بعد أن ذاع صيت العجيري حول تفوقه في علوم الفلك لكي تكون البعثة إلى إنجلترا بعثة حكومية لكي يدرس علوم البحار لكن ماتت فكرة السفر لإنجلترا حيث أن أجل المجلس التشريعي لم يدم وقد جاء هذا وفق ميول العجيري لأنه شعر بأن ذلك سيعرقل دراسته لعلم الفلك على يد آل نبهان وكذلك دراسته في المدرسة الثانوية. وفي الدراسة تميز العجيري في علم الحساب حيث كان يحل المسائل الحسابية قبل كل طلاب الصف فمما يروى أنه لما دخل العجيري التعليم النظامي في المدرسة المباركية في سنة 1937 روى المدرسون أنه كان يحل المسائل الحسابية بسرعة فائقة أما مدرس اللغة العربية فيروي أن العجيري اعترض عليه عندما كان يدرسه الأسماء الخمسة وأصر على أنها ستة وهي: أبوك وأخوك وحموك وفوك وذو مال وزاد عليها وهنوك والتي تعلمها ودرسها في دروسه الخصوصية في صغره وعندما وصلوا في المنهج إلى كان وأخواتها وإن وأخواتها أصر العجيري على أن هناك أيضًا ظن وأخواتها وهي تنصب المبتدأ وتنصب الخبر، فطلب منه المدرس أن يأتي بمثل فأجاب خلت الهلال لائحًا فضحك المدرس وقال: هذه في علوم النحو القديمة ومع ذلك أدخلت علينا الفلك في علم النحو وأتيت بكلمة الهلال في المثال، كما تأثر كثيرًا بالأستاذ فيصل الطاهر لأن معلوماته في الكيمياء والطبيعة تتواءم مع ميوله الفلكية، كما يذكر أن أمير الكويت جابر الأحمد الصباح كان زميلًا للعجيري في المدرسة المباركية وشارك معه في مسرحية إسلام عمر.

صالح العجيري عام 1949

#### التعليم العالي
لم يَدع العجيري حبه لعلم الفلك ساكنًا في مكانه بل بذل لتلقي هذا العلم ولو في آخر الدنيا، وفي فترة الحرب العالمية الثانية كانت خطوط المواصلات مقطوعة بين الدول ولم تكن هناك طرق ولا وسائل للمواصلات المتطورة كما في وقتنا الحاضر ورغم ذلك دفعه حبه وشغفه لعلم الفلك إلى تخطي الصعاب والسفر للحصول على مزيد من العلم، بدأ العجيري في التوجه إلى مصر عندما سقط في يده كتاب يسمى الزيج المصري الصادر في سنة 1920 للمؤلف عبد الحميد مرسي غيث والذي يبحث في حركات النجوم والكواكب والشمس والقمر، لذلك ورغم صعوبة المواصلات في ذلك الوقت توجه العجيري إلى مصر طلبًا للقاء بالمؤلف إلى أن وصل إلى قرية بيت النخاس بمحافظة الشرقية والتقى به حيث وجده طاعنًا في السن ينيف عن الثمانين عامًا لذلك أرشده إلى كثير من الكتب والمؤلفات وتلقى على يديه الكثير من علوم الفلك فأحاله إلى بعض تلاميذه بالقاهرة منهم عبد الفتاح وحيد أحمد العالم الفلكي الكبير في ذلك الوقت، وفي القاهرة درس العجيري في جامعة الملك فؤاد الأول في مدرسة الآداب والعلوم وحصل على شهادة إتمام الدراسة بعلم الفلك شهادة مدارس المراسلات المصرية من مدرسة الآداب والعلوم التابعة لجامعة الملك فؤاد الأول بالقاهرة في علم الفلك لنجاحه في الامتحان الذي تعقده الجامعة في علم الفلك. في 10 فبراير 1946 واستمر في تحصيله لهذا العلم بنهم شديد وخاصة على المهندس والفلكي عبد الحميد سماحة مباشر مرصد حلوان، ثم توجه إلى مدينة المنصورة واستكمل دراسته هنالك وحصل على شهادة علمية فلكية من الاتحاد الفلكي المصري العام وذلك في أول أكتوبر عام 1952 بعد انعقاد اللجنة الفلكية العليا للاتحاد الفلكي المصري العام في يوم الأربعاء الأول من أكتوبر عام 1952 بمدينة المنصورة بالمملكة المصرية وقررت منح صالح محمد العجيري الشهادة الفلكية العلمية الثانية تقديرًا لأبحاثه العلمية والرياضية كما قررت اللجنة أيضًا اعتباره عضوًا من أعضاء الاتحاد العاملين لترقية العلم ونشره في جميع الأنحاء.

## العمل

### ممثلًا
لعل ممارسته للشغب تجاه المدرسين في الفصل لفتت إليه الأنظار وفتحت له طريق التمثيل منذ سنة 1938 مع الممثلين الأوائل كـ حمد الرجيب وعقاب الخطيب ثم اشتهر فيما بعد منذ 1956 وما يليها بالثنائي مع محمد النشمي ثم اعتزل التمثيل في السنين الأولى من الستينيات فطُويت بذلك هذه الصفحة من حياته.

### معلمًا
ظل العجيري طالبًا يتلقى العلم بدءًا في كُتاب أبيه ثم بالمدرسة المباركية حيث أتم السنة الثانية ثانوي في عام 1940 في ذلك لم يتوفر العدد الكافي لفتح صف جديد بالسنة الثالثة ثانوي وكانت دائرة المعارف في ذلك الوقت في حاجة للمدرسين لذلك فقد تم تعيينه مدرسًا عن طريق وزارة المعارف هو وزملاءه مباشرة للتدريس في المدرسة الشرقية في شهر سبتمبر 1942 في الفصل الدراسي 1941 – 1943
أحب العجيري مهنة التدريس لما لها من مكانة مرموقة في المجتمع فحرص عليها، بقي في المدرسة الشرقية سنة دراسية واحدة فقط لبعد المدرسة عن منزله الكائن في الصالحية لذهابه إليها مشيًا على الأقدام مرتين يوميًا ذهابًا وإيابًا لكون المداومة على العمل مرتين في الصباح والمساء فطلب نقله إلى المدرسة الأحمدية في الفصل الدراسي 1942 – 1943 لقربها من منزله، في هذه الفترة بدأ عطاء صالح العجيري في تعليم وتربية أبناء الكويت وغرس البحث والاطلاع في نفوسهم، كان راتبه في العمل بالتدريس 47 روبية – حوالي 3 دنانير ونصف – وارتفع راتبه إلى 98 روبية بحدود 7 دنانير كويتية وكان يدرس مواد عديدة منها: الجغرافيا والتاريخ واللغة العربية والحساب، وفي الأحمدية عمل مدرسًا للألعاب مع العلم أنه لا يهوى الرياضة أو اللعب، وكونه مدرسًا للحساب فذلك يرجع لذكائه وفطنته واهتمامه بتلك المادة. ومن أشهر تلاميذ العجيري في هذه الفترة أمير الكويت الحالي صباح الأحمد الجابر الصباح.
لم تدم خدمة العجيري في التدريس أكثر من سنتين إحداهما في المدرسة الشرقية والأخرى في المدرسة الأحمدية 1943 – 1945 وبعد ذلك ترك مهنة التدريس بما أنه اشتغل مدرسًا لمدة عامين دراسيين فكان يعمل ضمن كوكبة أول بعثة تعليمية فلسطينية وكان عددهم أربعة مدرسين من الذين أرسلهم المجلس الأعلى بالقدس، ولعل السبب في ترك العجيري للتدريس راجع إلى أن الطلاب حاربوه بنفس سلاحه. وعن حياته كمدرس قال العجيري:«ونصيحتي للمعلم أن يبذل قصارى جهده وأن يتحمل الطلبة، فالمدرس الناجح يستوعب الطلبة ولا يغضب.»
عندما اختارت دائرة المعارف العجيري للعمل مدرسا في مدرسة الشرقية للبنين، كان له هناك موقف طريف مع أمير الكويت صباح الأحمد الصباح ويقول العجيري:«كان لكل مدرس يوم في الأسبوع يصبح فيه مسؤولا عن النظام في المدرسة، وعندما جاء دوري في أحد الأيام، أحدث التلاميذ هرجا ومرجا أثناء الاستراحة، حاولت تهدئتهم بقرع الجرس النحاسي الذي كنت أحمله، ولما لم أفلح دفعني غضبي إلى أن أضرب أقرب تلميذ مني، وبعد سنوات جمعني لقاء مع أبناء الشيخ أحمد الجابر الصباح، ورويت لهم هذه القصة، متسائلا: هل تعلمون من الطفل الذي ضربته؟ ليبادر الشيخ صباح الأحمد بالقول: أنا أنا أنا".»

### محاسبًا وتاجرًا

صالح العجيري (يسار) برفقته عبد العزيز الغربللي سكرتير دائرة المعارف في ذلك الوقت.(صورة التقطت في عام 1947 ببغداد)

بعد عامين من العمل بالتدريس انتقل العجيري للعمل عند التاجر علي قبازرد محاسبًا ولمدة ثلاث سنوات ونصف والراتب كان 250 روبية، بعد ذلك انتقل للعمل عند التاجر أحمد الغربللي براتب 400 روبية وعمل لديه محاسبًا ومكث بهذا العمل أحد عشرة سنة والتحق بعد ذلك للعمل في دائرة أملاك الحكومة ثم انتقل إلى دائرة الإسكان والشؤون الإدارية ومنها إلى دائرة الشؤون الاجتماعية والعمل مسؤولًا عن الإسكان وبعد فترة من العمل انتقل إلى بنك الائتمان والادخار وكان أول مسؤول وأول موظف بنفس الوقت في قسم الادخار حتى تقاعد مراقب الإدارة عن الادخار عام 1971 وتفاصيل ذلك أن العجيري كان محبًا للعمل بالتجارة أيضًا تمامًا كما أحب العمل في التدريس فما أن سنحت له الفرصة حتى قرر ترك مهنة التدريس والاتجاه للعمل التجاري وقد كان له ذلك في عام 1943 عندما تلقى عرضًا للعمل لدى أحد التجار هو قبازرد وإخوانه بضعف راتبه كما أن ياسين هشام الغربلي قد أغراه بهذا العمل وحببه إلى قلبه فكانت نصيحته بالاتجاه للأعمال التجارية، استمر كذلك حتى عام 1947 عندما تلقى عرضًا آخر للعمل رئيسًا لكتاب الحسابات من ياسين هشام الغربلي للعمل في مكتب أخيه أحمد هاشم الغربلي والذي يملك تجارة واسعة في داخل البلاد وخارجها، سرعان ما حاز العجيري على ثقة صاحب العمل ورغم أنه كان شديد الحزم مع الموظفين إلا أن العجيري كان هو الموظف الوحيد الذي يحظى بتقديره فحرص على العمل معه حتى عام 1956 حيث صار راتبه 1200 روبية – حوالي 90 دينار – وهو راتب كبير ومجزي للغاية في ذلك الوقت إلا أن العمل كان مضنيًا للغاية ويستغرق معظم ساعات النهار وبعض ساعات الليل لذلك قرر ترك هذا العمل ليوفر بعض الوقت من أجل هوايته في ممارسة علم الفلك والتحق بالعمل الحكومي محدد الدوام فعمل في فبراير 1956 بدائرة أملاك الحكومة وكان مسؤولًا عن البيوت المثمنة للمشاريع الحكومية والمساكن التي تقدم لطالبي السكن الحكومي من المواطنين.
بعد فترة كان هناك بنك حكومي اسمه بنك الائتمان ولما أضيفت له اختصاصات أخرى وهي الادخار سمي بنك التسليف والإدخار فطلب من العجيري العمل كرئيس للادخار وكان أول موظف في قسم الادخار عند تأسيسه، استمر العجيري على رأس عمله في بنك التسليف والادخار حتى تقاعد عن العمل في الفاتح من يناير 1971. بعد ذلك تفرغ العجيري لإدارة بعض أعماله التجارية الخاصة مثل بيع وشراء الأراضي أسوة بأبيه وإدارة أول شركة للتنظيف في الكويت تنظيفكو والتي أسسها عام 1963 ولا زالت تعمل حتى الآن بل توسعت أعمالها وأصبحت تنافس على المستوى الدولي والعالمي، كما أن عمله بالتقاويم يدر عليه عائدًا ماديًا مناسبًا إلا أن حبه ونهمه لعلم الفلك لم ينتهِ بل استمر من خلال تفرغه لعمل الأبحاث الفلكية وزيارة ومراسلة المراصد العالمية وتأليف الكتب في مجال علوم الفلك وإقامة مرصد فلكي في الكويت.
بالرغم من تنقل العجيري في وظائف كثيرة في الدوائر الحكومية وفي الأعمال الحرة، إلا أن إحدى عينيه في الدفاتر والأخرى في السماء، فالأفلاك تجبره على أن لا يستظل بالأسقف فللنجوم مباهج ولها مواعيد ليس بوسعه أن يخلفها، فبعد أن ظهرت بوادر انتهاء الحرب العالمية الثانية بدأ يبحث عن وسيلة لتلبية حاجته وفهمه الكبير للاستزادة من علم الفلك فتوجه للقاهرة ودرس علوم الفلك في جامعة الملك فؤاد الأول وفي مرصد حلوان إلى عام 1952 بعدها عاد للكويت ليكمل مسيرته التربوية.

## الحالة الأسرية

صالح العجيري مع ابنه البكر محمد

تزوج العجيري وهو لا يزال طالبًا في الثانوية في سنة 1941 وهو يبلغ من العمر 20 عامًا تقريبًا وقيل 17 عامًا، أكبر أولاده محمد كأنه اختار له يوم ميلاده من نفس بضاعته فمولده صادف اليوم الأول من الشهر الأول من سنة 1943 وفي الشهر الأول من سنة 1362 هجرية. له بنت واحدة – آمال – وأربعة أولاد – محمد وأحمد وخالد وجمال – وتواريخ ميلادهم ما بين سنة 1943 إلى 1958 وهم الآن كبار في السن وليس بينهم من يهتم بعلم الفلك إلا أصغرهم جمال فله اطلاع واسع بالمعدات الفلكية الإلكترونية ويقتني عدة تلسكوبات يرصد بها صفحة السماء لذلك فإن اختصاصه تحديد مواقع النجوم وله إلمام بحسابات التقاويم، إلى أن تُوفيَّ جمال في 25 مايو 2020 عن عمر يناهز 62 عامًا.
وأصعب مرحلة في حياة العجيري هي تلك المرحلة التي كانت خلالها زوجته مصابة بمرض هشاشة العظام، وكان ينام هو على الأرض بسبب مرضها إلى أن توفيت، أما أفضل مرحلة فهي التي تزوج بها وهو في عمر 17 سنة.
حادثة الحريق ووفاة زوجته وابنه
كانت زوجته مصابة بالشلل وتنام على سرير طبي بينما ينام العجيري على الأرض ويخدمها إذا احتاجت لذلك وفي يوم من الأيام وجد الدخان يحاصر البيت وجاء ولده ليساعد والديه أما العجيري فذهب لإبلاغ الخدم وكُتبت له السلامة وتم نقله إلى المستشفى والكل اعتقد بأنه فارق الحياة وقتها قال العجيري «وعلى الرغم من هول الفاجعة إلا أنني رأيت من الذين حولي موقفًا مشرفًا لا أستطيع نسيانه فالكل يسأل والكل يدعو، وتعلمت من هذه الحادثة الكثير من الدروس فالدنيا لا أمان لها ولكن ليس هناك أفضل من الاستسلام لقضاء الله وقدره والحمد لله.»
وقال «بطبيعتي لست من الأشخاص الذين ينفعلون سريعًا ولكن بعد فترة من الصدمة أبدأ بالتأثر بل وأبدأ بالشعور بالحزن والبكاء وهذا الشعور طبيعي جدًا.» ونصح العجيري عدم وضع الناس الحماية على النوافذ لأنها كانت من الأسباب في موت ولده في هذا الحريق فقد حاول الخروج من نافذة الغرفة ولكنه لم يستطع بسبب وجود الحماية الحديدية وكان يحاول كسرها لكنه لم يستطع وقال العجيري «أنا انصح أصحاب البيوت بعدم وضع هذه الحماية.»

وعن المشاكل الأسرية قال: 

## علم الفلك

### أسباب تعلم الفلك
ليس لاهتمام العجيري بعلم الفلك وممارسة هذه الهواية والتي نبغ فيها وأصبحت مهنة تاريخ محدد ولكنه منذ أن وعى على الدنيا وهو طفل كان يخاف من الظواهر المناخية الطبيعية القاسية المختلفة في الكويت من هبوب الرياح والأمطار الشديدة وما يصاحبها من قصف الرعد ووميض البرق الذي ينير ظلمة الليل الحالك ويحوله إلى نهار باهر يذهب بالأبصار والرياح الشديدة والأمواج العاتية في البحر والحرارة القاتلة صيفًا والغبار الرهيب الذي يملأ الأرض والسماء والعيون أيامًا عديدة والسماء الملبدة بالغيوم القاتمة السوداء والأمطار الغزيرة التي تُدمر كل شيء كما حدث عام 1934 حين دمرت الأمطار الهادرة معظم بيوت الكويتيين وسمي هذا العام بعام الهدامة، ما حدا بوالده وأخوته وأقاربه وكل من يحيط به إلى بذل الجهد ليهدئوا من روعه وفزعه من هذه الظواهر وشرحها له أنها ظواهر طبيعية تحدث مترابطة مع بعضها، نتيجة لتغيرات فصولية قدرها الباري، فنزول المطر أوانه الشتاء ويكون مصحوبًا بالرعد والبرق، والريح المحملة بالغبار تأتي في مواسم وفصول السنة وهكذا أصبح يتعرف على تلك المواسم ومواعيد وقوعها من باب أعرف عدوك، فكان هذا الخوف وهذا الفزع هو الدافع الحقيقي للبحث في علم الفلك وفهم جوانبه المختلفة مما أدى به إلى طريق النبوغ.
لهذا أرسله والده عام 1933 وهو في الثانية عشرة من عمره إلى البادية في ضيافة قبيلة الرشايدة في منطقة رحية جنوب غرب قرية الجهراء والتي كان في وقتها يسكن العجيري في حي الرشايدة في مدينة الكويت، أرسله والده هناك لتعلم الرماية والفروسية ويتعود الحياة الخشنة، فأنس الصحراء وبهره جمال برها وصفاء نهارها ولطف جوها وضوء القمر والنجوم الذي ينساب فينير ظلمة ليلها فحرك ذلك فيه حنينًا جارفًا للعلم بها ودراستها، وفي البادية تلقى أول درس في علم الفلك وهو التعرف على الجهات الأربع فمن المعروف في البادية أهمية تحديد الجهات الأربع وذلك لتسهيل عملية الحل والترحال ومعرفة مواطن الكلأ والماء وكانوا يهتدون إلى ذلك من مواقع النجوم في السماء الصافية وعندما تتلبد السماء بالغيوم تختفي النجوم ومن هنا وجب معرفة كيف يمكن تحديد اتجاه الشمال والجنوب والشرق والغرب في مثل هذه الظروف، تغطي صحراء الكويت الرمال ولا يوجد من الكائنات الحية إلا القليل فعند النظر خلف قطعة من الحجر أو شجرة صغيرة لوجد مثلث صغير من الرمال وذلك بسبب الرياح الشمالية التي تأتي رتيبة صيفًا والرياح الجنوبية الشرقية التي تأتي متعثرة شتاء من هذا المثلث الصغير من الرمال يمكن الاستدلال على اتجاه الشمال والجنوب وبالتالي اتجاه الشرق والغرب الجغرافي، إضافة إلى تعليمه في الكتاتيب والذي أتاح له حفظ ودراسة آيات كثيرة من القرآن والتي تدعو إلى التفكر والتدبر في ملكوت الرب ونشأة الكون، فإن الأسباب الرئيسية التي دفعت العجيري إلى دراسة علوم الفلك هي هذه الظواهر الطبيعية التي دفعته للبحث في أسرار الطبيعة والكون من قبيل أعرف عدوك.

### الرشايدة
لما أرسله والده في ربيع العام 1933 إلى الصحراء لتعلم الفروسية وعلوم الرجال كان في ضيافة أفراد من قبيلة الرشايدة، والذين مكث بينهم سنة كاملة وبعد عودته إلى الكويت لم ينقطع عنهم وزاورهم باستمرار لكشف ومعرفة كل ما هو جديد في هذا العلم، حيث قال:«ولم تنقطع صلتي بقبيلة الرشايدة ومازالت تربطني بهم صداقة حتى هذه اللحظة.» فلا يزال قلبه يفيض وفاء لتلك الفترة، خاصة وأنه هناك في الصحراء بدأ درسه الأول في علم الفلك، الرشايدة هم أول من علمه أول درس للعجيري في الفلك عندما ذهب إلى البر معهم حيث علموه الجهات الأربع بالإضافة لمشاهدته النجوم والقمر والظواهر الطبيعية بدأ من الجدي - القطب الشمالي - ومن الشمس والقمر لكن إذا وُجد الغيم ولا توجد شمس تعرف الجهات الأربع من اتجاه الكثبان الرملية ومن التموجات التي تتكون على الرمال ومن الشجيرات الصـغيرة أو الحجر الصغير يتكون أسفله مثلث تعرف اتجاه الشمال والجنوب والغرب والشرق وهذا أول درس تعلمه العجيري بالبر من الرشايدة وحبه وشغفه للعلم زاد من اهتمامه وطرح أسئلته عليهم.

قال العجيري:

### مناخ الكويت الفلكي وتأثيره على العجيري

غلاف كتاب دليل المحتار في علم البحار لـ النوخذة عيسى القطامي

الكويت في تاريخها الحديث خلال القرنين الأخيرين منذ بداية حكم آل صباح كانت من البلدان البحرية ذات الصلات الوثيقة بالموانئ المهمة على سواحل أفريقيا والهند وبحر العرب والخليج وأسطولها الذي كان يجوب البحار متنقلًا بين تلك الموانئ لا بد أن يتوفر له ربابنة مهرة يقودون تلك السفن في متاهات هذه البحار.
ظهر في الكويت ربابنة لهم شهرتهم ودرايتهم في العلوم البحرية نقلوها عن الرواد الأوائل في البحر العربي كما تتلمذوا على ربابنة الهند وأخذوا عنهم وسائل الاستدلال الحديثة، وحتى القرن الماضي كانوا يستعملون أحدث الوسائل وأدق الآلات وأوثق المصادر للعلوم البحرية والحسابات الفلكية فكانوا يستعملون البوصلات والخرائط البحرية كما كانوا يستعملون جداول اللوغاريتمات الحسابية وجداول المجاري البحرية المستعملة عند ربابنة البواخر عابرة القارات وكذلك فإنهم يستعملون نفس المعدات الخاصة بالتوقيت والاتجاهات والأعماق والتضاريس البحرية ونبغ منهم الكثيرون يذكر منهم عيسى القطامي مؤلف كتاب دليل المحتار في علم البحار. كما أجاد الكثيرون منهم من الوسائل والقواعد الفلكية ما لها صلة باتجاهات النجوم وهبوب الرياح ومواعيد المد والجزر ومغاصات اللؤلؤ ومواسم تكاثر الأسماك وهجرتها.

العجيري لم يكن بمعزل عن تلك الاهتمامات فقد أخذ عن هؤلاء الربابنة ما له صلة بسير الأفلاك لا سيما ممن لهم دراية بالنواحي التي تخدم الأغراض البحرية للاهتداء بها والاستدلال على المواقع الجغرافية في رحلات السفن وهذا الفرع من العلوم الفلكية لا يقل أهمية عن فروع الفلك الأخرى، قال العجيري:
وبدراسة مسيرة حياة العجيري الفلكية يلاحظ أن معرفته ونبوغه في علم الفلك قد مر بمرحلتين الأولى مرحلة الهواية والتي كانت من 1933 إلى 1945 والمرحلة الثانية مرحلة التخصص والاحتراف والتي كانت من 1946 وإلى يومنا هذا.

### مرحلة الهواية

العالم عبد الرحمن قاسم الحجي

بعد عودة العجيري من البادية دفعه حبه وشغفه للمزيد من علم الفلك فبحث عمن يعلمونه هذا العلم فنما إلى علمه عن طريق والده أن الأستاذ عبد الرحمن قاسم الحجي يمتلك آلة فلكية قديمة تسمى آلة الربع المجيب وأنه تلقى ودرس علم الربع المجيب على بيت آل نبهان في مكة المكرمة بالحجاز كما أحضر معه عند عودته للكويت الكثير من الكتب والمعلومات، فحرص العجيري على المداومة عنده حتى أتم دراسة علم الربع المجيب على يديه، بعد أن أتقن العجيري دراسة الربع المجيب حاول أن يرسمه بصورة موسعة إلا أنه لم يستطع التغلب على مشكلة مقياس الرسم إلا أن دخيل الرشيد أوحى له بفكرة كانت هي السبيل إلى تحقيق مطلبه وهي أن يستعمل البوصلة أو كسورها بالقدر المناسب على طرفي زاوية قائمة ثم تنزل الخطوط من جيب التمام ومن جيب السستيني لتتقاطع وتكون مربعًا يمر خط الامتحان في زوايا للتأكد من تقاطعهما الصحيح ثم تنتهي بقوس الارتفاع، فالدرجات والجيوب في الربع المجيب تشبه الإسطرلاب إلا أنها تخدم جميع العروض الجغرافية ومنها تعرف مواقيت الصلاة واتجاه القبلة بالإضافة إلى مسائل هندسية لها علاقة بالمواقيت والقياسات الأخرى، استطاع تطويرها علماء كثر من العلماء المسلمين في الشام والحجاز ولعل آخر من ألف فيها هو الشيخ حمد بن خليفة النبهاني والعجيري بعد أن تتلمذ على يد عبد الرحمن قاسم الحجي اتصل بأبناء النبهاني وأكمل دراسته عندهم وأخذ عنهم منازل الشمس والقمر فكانت أول بداية له في التعرف على صور السماء من النجوم والأبراج والكواكب.
ويُعتقد أن علم الربع المجيب قد وصل جزيرة العرب عن طريق الدولة العثمانية ونقله بيت آل نبهان إلى الحجاز ثم الكويت عن طريق عبد الرحمن قاسم الحجي ثم انتقال أحد أبناء آل نبهان وهو الشيخ أحمد خليفة النبهاني إبان الحرب العالمية الثانية لزيارة الكويت وكان في ضيافة أسرة آل إبراهيم وديوانيتهم قرب قصر السيف، وقد تبعه العجيري يوميًا حيث كان يأتيه مشيًا على الأقدام في حر الصيف ولم يأبه له في بادئ الأمر لصغر سن العجيري وقتها لكنه ثابر على ذلك يوميًا وقدم الأسئلة إليه في فرصة مدتها بضع دقائق بين خروجه للحمام وجلوسه لشرب الشاي قبل صلاة العصر حيث كان يستيقظ من القيلولة ثم يذهب للحمام ليتوضأ لصلاة العصر بعد ذلك يشرب الشاي الذي أعد له، وأكمل العجيري عنده دراسة هذا العلم وعندما عاد الشيخ أحمد خليفة حمد النبهاني إلى الحجاز حوله إلى شقيقه الشيح محمد النبهاني فتلقى على يديه ما تبقى من علم الربع المجيب.
وخلال هذه الفترة بلغ العجيري مبلغًا كبيرًا في علم الفلك بل تفوق على معلميه في هذا المجال وأصبح ذا قدرة كبيرة على استخدام آلة الربع المجيب حتى أنه استطاع وهو في الرابعة عشرة من عمره أن يحسب مواعيد الصلاة في الكويت وتحديد اتجاه القبلة بل واستطاع إصدار أول تقويم فلكي بخط اليد عام 1936. واستمر كذلك في إصداره وتطويره عامًا بعد عام حتى قام بطباعته في عام 1945 في بغداد وعرف منذ ذلك التاريخ بتقويم العجيري، ثم أخذ بعد ذلك في إصدار العديد من الإصدارات مثل تقويم الحائط ونتيجة الجيب ومفكرة الجيب وأجندة المكتب ومذكرة الطاولة.
أما أول محاولة بدأها العجيري لمعرفة المواقيت هي عندما أحس والده برغبة ابنه في ذلك فأرسله إلى أحد معارفه وهو نصر الله العبد الرحمن وكان يقتني كتابًا من تأليف الشيخ العيوني من علماء الإحساء يحتوي على جداول الشهور والأوقات لتلك المنطقة بصورة مبسطة، استوعب العجيري جميع المعلومات التي فيه ثم بدأ يشرح لمدرسه فيما بعد ما خفي عليه من معلومات فيه ثم اطلع بعد ذلك على نتيجة قديمة من وضع محمد بن عيسى العصفور وحسين العسعوسي في سنة 1933 تتعلق بحساب المواقيت والنيروز فاستوعب المعلومات التي تحتويه ثم صارت له فيما بعد ملكة بحيث يصحح ما ورد في الكتابين من أخطاء.

### مرحلة الاختصاص

شهادة مدارس المراسلات الممنوحة لـ صالح العجيري

بعد انتهاء الحرب العالمية الثانية عام 1945 حيث كانت خطوط المواصلات مقطوعة بين الدول ولم تكن هناك طرق ولا وسائل متطورة للمواصلات كما في وقتنا الحاضر، سافر العجيري إلى عدد كبير من الدول العربية والأجنبية إلا أن أول دولة قصدها هي مصر في عام 1945 وكان السبب في هذا حصوله على كتاب الزيج المصري الصادر عام 1920 للمؤلف المصري عبد الحميد مرسي غيث والذي يبحث في حركات النجوم والكواكب والشمس والقمر فقرأه مرارًا وتكرارًا وهضم معظم ما جاء فيه إلا بعضًا من المعلومات فتوجه إلى مصر للقاء مؤلف الكتاب لتلقي ما خفي عليه من ألغاز الكتاب، وأثناء سفره استقل السيارة إلى البصرة ثم القطار البخاري إلى بغداد ثم إلى بلاد الشام بسيارات شركة نيرن ثم إلى بيروت بالسيارة ومنها بالباخرة إلى الإسكندرية في مصر ثم بالقطار إلى القاهرة ثم بالباص إلى محافظة الشرقية ثم بالسيارة إلى قرية ميت النخاس ثم على ظهر الدواب إلى منزل المؤلف في غيطان القرية حيث التقى به فوجده طاعنًا في السن ينيف عن الثمانين عامًا فأرشده إلى الكثير من الكتب والمؤلفات وظل العجيري في ضيافته فترة طويلة حيث تلقى على يديه الكثير من علوم الفلك ثم وجهه إلى القاهرة حيث يوجد بعض تلاميذه من أمثال عبد الفتاح وحيد أحمد العالم الفلكي الكبير في ذلك الوقت فتلقى على يديه المزيد من العلوم الفلكية. قال العجيري:
بعد الدروس التي تلقاها العجيري للزيج المصري على يد عبد الرحمن مرسي غيث في مصر أكمل هذه الدراسة على يد الكثيرين من تلامذته وكان ذلك أيضًا مدخلًا لالتحاقه بمدارس المراسلات المصرية للأستاذ محمد فائق الجوهري التي حصل منها على شهادة دراسة برنامج كامل في الفلك ثم بعد ذلك التحق بالاتحاد الفلكي برئاسة الأستاذ محمد جاب السيد ودرس حساب المثلثات الفلكية وحصل على شهادة دراسة منهجين ابتدائي وثانوي في الفلك، ثم بعد ذلك تعرف على الدكتور عبد الحميد سماحة مباشر مرصد حلوان وأخذ عنه الكثير من النظريات وهو الذي هداه إلى استعمال الزمن النجمي، وفي القاهرة توجه إلى جامعة الملك فؤاد الأول ودرس في مدرسة الآداب والعلوم وخضع لاختبار إتمام الدراسة في هذه المدرسة في قسم الفلك ونجح بتفوق كبير فحصل على شهادة إتمام الدراسة فيها في 10 فبراير 1946 – والتي تعادل شهادة بكالوريوس – واستمر في القاهرة يدرس علوم الفلك وخاصة الجانب الميداني التطبيقي والنظري على يد المهندس الفلكي عبد الحميد سماحة مباشر مرصد حلوان.

شهادة الاتحاد الفلكي المصري المقدمة لـ صالح العجيري

بعد ذلك توجه العجيري إلى مدينة المنصورة في شمال مصر واستكمل دراسته الفلكية هناك حتى حصل على شهادة علمية فلكية تفيد بتخصصه في علم الفلك من الاتحاد الفلكي المصري وذلك في الأول من أكتوبر سنة 1952.
هذه الدروس المتعددة المصادر والمنوعة بالمواضيع كانت هي الوازع للعجيري لأن يجدد معلوماته ويطورها فاتجه إلى ترجمة الكثير من المعلومات من اللغات الأخرى ثم حاول تعدد المصادر للمساعدة في الحساب ولمقارنة فيما كان يحسبه مسبقًا ولعل استعانته بالمصادر الأجنبية بدأت بالتقويم الدوري الإنجليزي ثم الإصدار الأمريكي. واستمر طلبه لعلم الفلك من خلال البحث والاطلاع والرصد والاستكشاف ومراسلة المراصد العلمية والمؤسسات العلمية الفلكية المتخصصة وزيارتها في كثير من دول العالم، هذه المصادر جعلت للعجيري اتصالات بجهات علمية مختلفة مثل مرصد غرينتش ومرصد البحرية الأمريكية ومعهد علوم البحار والمحيطات ثم زار في السنوات الأخيرة أمريكا فصارت له اتصالات بأوساط علمية هناك مثل مركز المعلومات الفلكي في كولورادو والمعهد الفلكي في ميتشيغن وكذلك فإنه حصل على بعض الأجهزة اللازمة لتطوير نوع حساباته ولخدمة أبحاثه ومعلوماته.
ومن الدول التي زارها بالإضافة إلى مصر كل من المملكة المتحدة والولايات المتحدة الأمريكية وسوريا ولبنان والأردن وفلسطين والسعودية والسودان وتونس والجزائر وسويسرا وألمانيا وفرنسا وتركيا وبعض دول الخليج مثل العراق وإيران خلال مسيرة حياته كما شارك في كثير من المؤتمرات الفلكية العربية والدولية.
كان العجيري فيما مضى يقوم بحساباته بالطرق العادية ولم تكن نتائجها موثوقة، كما كانت تستغرق الوقت الكثير ويتسرب إليها الخلل والخطأ، وبمرور الوقت استطاع أن يُدخل عليها حساب المثلثات ويستعمل اللوغاريتمات وصار يدخل حساب الجيوب والظلال باستعمال المجلدات الخاصة بهذه الجداول وحَرص على استعمال الجداول الموسعة لكنها رغم سعتها تحتاج إلى تعديل بين السطرين وإضافة وإسقاط التفاضلات مما جعله فيما بعد يفكر في أسلوب أدق ولقد كان للمهندس سيد محمد سليم الديب الفضل في إرشاده إلى وجوب استعمال الأصابع الإلكترونية لدقتها وسهولتها واختصارها للوقت والجهد إلا أن ذلك لم يكن ليرضي طموحاته فصار الآن يقدم عناصر الحسابات المطلوبة إلى بعض مراكز الكمبيوترات المتخصصة في الخارج ويحصل على نتائج دون عناء ودون اللجوء إلى استعمال الجداول والحاسب الإلكتروني.
وقد كُللت جهود العجيري بالنجاح والتفوق العالمي حتى منحته كلية العلوم في جامعة الكويت شهادة الدكتوراة الفخرية في العلوم لأول مرة في تاريخها في 26 فبراير 1981.

### أساتذة
من الأساتذة الذين تركوا بصمة في حياة العجيري وكان لهم فضل في نبوغه في علم الفلك الأستاذ أحمد شهاب الدين؛ الذي درسه في المدرسة المباركية وتلقى على يديه الكثير من العلم والمعرفة إبان الحرب العالمية الثانية وهو من رواد المعلمين وله دور كبير في تاريخ التعليم في الكويت، الأستاذ عبد الرحمن قاسم الحجي؛ أستاذه في علم الربع المجيب، الأستاذ الفلكي عبد الحميد سماحة؛ مباشر مرصد حلوان بالقاهرة، الأستاذ الفلكي محمد جاب الله السيد؛ رئيس الاتحاد الفلكي بالمملكة المصرية في ذلك الوقت، الشيخ الأستاذ عبد الحميد مرسي غيث من محافظة الشرقية بمصر من علماء علم الفلك ومؤلف كتاب الزيج المصري، الأستاذ عبد الفتاح وحيد أحمد وهو أحد تلاميذ الشيخ عبد الحميد مرسي غيث.

صالح العجيري في عام 1963

قال العجيري:
 وقال عن أستاذه عبد الفتاح وحيد أحمد:
 وقال عن محمد باشا:

## إنجازات

### تقويم العجيري
بدأ تقويم العجيري منذ عام 1952 وما زال يُنتج كل عام، بدأت أول محاولة للعجيري لعمل الروزنامة - تقويم - منذ حوالي سنة 1934 إلا أنها لم تكن روزنامة بالمعنى المفهوم فلم تكن سوى جداول مخطوطة توضح أيام الأسبوع من الشهر العربي وكانت مبنية على أساس الحساب الاصطلاحي باعتبار الشهور القمرية تتوالى كل 29 – 30 يوم ثم أدخل عليها نظام الكبس ثم بعد ذلك نقل عن التقاويم القديمة بروج الشمس ومنازل القمر ثم المواقيت، وبطبيعة الحال فقد تطورت المعلومات التي ترد فيه خلال تلك المدة وصارت أكثر دقة كما أصبح يصدر على عدة أنواع: تقويم الحائط ومذكرة لطاولة وأجندة للمكتب ومفكرة للجيب ونتيجة للجيب، ومنذ عام 1951 قام العجيري بطباعة التقويم في عدد من الدول مثل الكويت وسوريا في حلب ودمشق ومصر في القاهرة واليابان ونابلس في فلسطين ولبنان في بيروت والعراق في بغداد وباكستان وسنغافورة.

### مرصد العجيري
في أوائل السبعينيات بدأ د. صالح العجيري في إنشاء مركزه الفلكي على نفقته الخاصة، حيث اشترى قسيمة أرض مساحتها 1000 متر مربع في منطقة الأندلس وبدأ في بناء المركز وفي عام 1973 توجه إلى الولايات المتحدة الأميركية لشراء القبة الخاصة بالمرصد، كما قام بشراء تلسكوب وبعض الأجهزة الفلكية اللازمة للمركز، وبعد ذلك توجه إلى المملكة المتحدة وقام بشراء مقياس للضغط الجوي وآخر للمطر ومقياس للرطوبة وسرعة الرياح وغير ذلك من الأجهزة. تم افتتاح المرصد في 15 أبريل عام 1986

### متحف العجيري
كان حفل افتتاح متحف العجيري محصورًا للمدونين وأبرز مستخدمي مواقع التواصل الاجتماعي وبحضور العالم الفلكي صالح العجيري بنفسه بصحبة السيد إياد الخرافي رئيس النادي العلمي، وفي البداية كانت الفرصة متاحة لمن يريد أن يلتقط صورة تذكارية مع العجيري نفسه والذي تحقق حلمه بأن يكون له متحف خاص له يزوره كل فئات المجتمع.

### مكتبة العجيري
تم افتتاح مكتبة العجيري عام 1973 في حولي شارع بيروت ثم انتقلت إلى حولي شارع العثمان وفي عام 1983 تم نقلها إلى حولي شارع قتيبة بجانب شارع النقرة الشمالي وما زالت هناك إلى هذا اليوم كما لا يوجد للمكتبة أي فرع آخر في الكويت ولا في خارجها، سميت مكتبة العجيري نسبة إلى صالح العجيري، تشغل المكتبة طابقين ففي الطابق الأرضي إلى جانب أدوات القرطاسية والمجلات هنالك مجموعة من الكتب الثقافية المتنوعة وللأطفال ركنهم الخاص أيضًا، الطابق العلوي يضم عادة أدوات الرسم وبعضًا من القرطاسية ولوحات تعليمية.

كتبت فاطمة الإبراهيم: «رغم التحديثات التي طرأت على المكتبة - والتي هي الأخرى ليست بحديثة - كتوسعة مساحتها، لكنها ظلت كما عهدها الزائر، تستقبلك روايات عبير قبل أن تهم بالدخول، في كل مره أزور المكتبة أجد الموظفين يهمون بترتيب الأرفف وعلى الرغم من ذلك تجد الكتب مبعثره، الروايات الأجنبية تجدها عند رف الروايات العربية والعكس بالعكس، وبعضًا من الكتب التاريخية تجدها عند ركن تنمية الذات، لكني أحببت تلك البعثرة المحببة إلى النفس، فقد تقصد كتابًا معينًا عند ركنه الخاص فتتفاجأ بكتاب لا يمت لصلة عما تبحث عنه وقد يعجبك ويدفعك لإقتناءه، لم يكن الإنترنت متوفرًا عندما كنت طالبة في المرحلة الإعدادية، ورغم الحداثة وسهولة توفر الصور التعليمية عبر الحاسوب في الوقت الراهن إلا أن المكتبة تضم بعضًا من الصور التي اعتدت وضعها على الدفاتر المدرسية خاصة مادة الاجتماعيات والعلوم.»

### مركز العجيري العلمي للبحث والتطوير
تتويجاً لمسيرة العجيري العلمية تم إشهار مركز العجيري العلمي للبحث والتطوير في مجال علوم الفلك والفضاء، وتقوم رؤية المركز على إيجاد بيئة حاضنة للإبداع الفلكي وتطوير هذا العلم والحفاظ على استمرارية مسيرته بالكويت، من خلال مهام المركز التي تشمل الحسابات الفلكية وحساب المواقيت والأهلة، وإصدار ونشر التقاويم، وتقديم الاستشارات العلمية، وتنظيم المؤتمرات ذات الصلة.

### مركز العجيري الإسلامي
افتتح سفير دولة الكويت في إندونيسيا فيصل سليمان المسيليم يوم السبت الموافق 13 يونيو 2009 مركز الدكتور صالح محمد العجيري الإسلامي الرابع والذي يقع على بعد 1400 كم من جاكرتا العاصمة، وألقى السفير كلمة بهذه المناسبة شكر فيها صالح العجيري وعائلته على تبرعاتهم المتكررة والسخية حيث زار السفير فيصل سليمان المسليم ثلاثة مجمعات تعليمية في إندونيسيا تبرعت بها عائلة العجيري والتي أشرفت على إدارتها وتشغيلها جمعية الإصلاح الاجتماعي بدولة الكويت، أقيم المركز على أرض مساحتها 6040 مترًا مربعًا وبمساحة بناء إجمالية 4312 مترًا مربعًا واشتملت مباني المركز على مسجد ومرافقه يسع 500 مصليًا ومدرسة ابتدائية سعة 500 طالب وطالبة وسكن للأيتام سعة 120 يتيم إضافة إلى المطعم وصالة للأنشطة وصالة للرياضة المغلقة وملاعب خارجية، حضر حفل الافتتاح من الجانب الكويتي أحمد صالح العجيري ممثلًا عن والده وحسام المطوع ممثلًا عن جمعية الإصلاح الاجتماعي وعن الجانب الإندونيسي محافظ المنطقة الجنوبية لجزيرة سولاويسي ورئيس البلدية والقائد العسكري للمنطقة الجنوبية لجزيرة سولاويسي وعدد كبير من الشخصيات الرسمية والشعبية وأولياء أمور الطلبة.

## النتاج المؤلفي والبحثي
بعد أن تلقى العجيري ونهم الكثير من علم الفلك والأرصاد الجوية بدأت ظاهرة التأليف تأخذ مجراها وبدأت مسيرة العطاء تأخذ طريقها في الإثمار فقام بإصدار عدد من المؤلفات والمطبوعات في سن مبكرة جدًا حتى أثناء دراسته قبل عام 1946 وقد بدأها بإصدار التقاويم، كما أنجز في عام 1937 قبل الحرب العالمية الثانية أول محاولة لعمل تقويم حيث سلمه والده إلى عبد الحميد عبد العزيز الصانع الذي سلمه للشيخ أحمد الجابر الصباح أمير إمارة الكويت حينها وأوصله إلى السيد عزت جعفر الذي أرسله لمصر للطبع لكن نشوب الحرب العالمية الثانية حال دون طباعته بسبب انقطاع طرق المواصلات في ذلك الوقت، وفي عام 1940 قام بتأليف التقويم الثاني الذي لم يُطبع أيضًا لعدم استطاعته المادية، بعد ذلك بثلاثة أعوام وفي عام 1943 قام العجيري بنفسه بطباعة تقويمه الأول في بغداد وهو عبارة عن صفحات صغيرة لكل شهر صفحة واحدة.
وفي عام 1944 طبع التقويم الثاني على ورق ملون في بغداد لأن الحكومة العراقية في ذلك الوقت كانت تمنع خروج الورق الأبيض خارج البلاد لتخصيصه للاستخدام الداخلي، وفي أول حكم الأمير عبد الله السالم الصباح تم طبع طبعة جيدة وممتازة لتقويم الحائط بمصر تحمل صورة الأمير حيث قام بطباعته الأستاذ عبد العزيز حسين والأستاذ عبد الله زكريا الأنصاري بعد ذلك قام بإصدار الكثير من أشكال التقاويم للمكتب والمذكرات وغيرها وأصدر عددًا كبيرًا من المؤلفات والنشرات منها:
| كتب - كتاب دروس فلكية للمبتدئين الطلاب - كتاب علم الميقات - كتاب التقويم الهجري وكيف يحسب - المواقيت والقبلة - التقاويم قديمًا وحديثًا - كتاب كيف نحسب حوادث الكسوف والخسوف - خارطة ألمع نجوم السماء؛ تتضمن ألمع نجوم السماء في النصف الشمالي والجنوبي - كيف تستدل على الفصول الوجهات الأربع - تقويم القرون؛ صدرت الطبعة الأولى منه بعنوان التقويم العام - مذنب هالي حدث كوني وانعكاس إنساني. - تقويم القرون لمقابلة التواريخ الهجرية والميلادية 2 - الاهتداء بالنجوم في الكويت - قواعد وأمثلة - جدولة الوقت - دورة الهلال | أبحاث - المناخ والمواسم الزراعية في الكويت - الخطوط والدوائر - أهمية ميل الشمس - مداخلات الزمن - وسائل تعيين الجهات - التواريخ قديمًا وحديثًا - التحقيق العلمي لموعد طلوع الفجر الصادق - استخدام الحاسبات الفلكية في اثبات الرؤية الشرعية للهلال - الجدولة الشاملة للمواقيت في شتى بقاع الأرض - رصد الكواكب والنجوم |

كما كان بصدد إصدار كتاب الحسبان ولكنه عدل عن طباعته وإخراجه بسبب ظهور أجهزة الكمبيوتر وقيامها بالحسابات الفلكية بسرعات عالية جدًا، وللعجيري أبحاث وآراء كبيرة فيما يتعلق بالأهلة فقد كانت حساباته ولا تزال فيما يتصل بأوائل الشهور القمرية من المراجع المهمة ليس في المنطقة العربية فقط بل تعدتها إلى خارجها، فهو في مقدمة العلماء والخبراء الذين وضعوا أسس محاولات توحيد الشهور القمرية في البلدان الإسلامية وقد أخذت آراؤه بكل اهتمام وعناية في ذلك وهو أول واضع صيغة للتقويم الهجري المُوحد المُقترح بتكليف من لجنة التقويم المنبثقة عن مؤتمر وزراء الأوقاف والشؤون الإسلامية والدينية للبلدان العربية والتي اجتمعت خلال الفترة من 26 فبراير إلى 3 مارس عام 1973 وأصدرت الأسس لبداية الشهور القمرية الشرعية، كما استطاع العجيري أن يثبت أن البروج ثلاثة عشر فعليًا واثنى عشر اصطلاحيًا من خلال كتابه هل البروج ثلاثة عشر؟ فقدم للمكتبة العربية العديد من الكتب والمؤلفات الفلكية والتي تتضمن جميع الجوانب العلمية لعلم الفلك والكثير من الأبحاث العلمية ذات الإضافات المتميزة في علم الفلك وتميز بأسلوبه المميز في تبسيط علوم الفلك حتى يتسنى لكافة طالبي العلم الاستفادة من هذه الكتب والتي تعد قاعدة عريضة لطالبي هذا العلم.

## آراء وقناعات فلكية
أكد العجيري بأنه لا يمكن أن يجتمع الفقع والفواكه في الكويت في وقت واحد معًا؛ فالفقع لن يُرى بالكويت رغم الموسم الجيد بسبب الاستنزاف القوي والكبير للتربة في الصحراء، وسيُرى الفقع في المحميات وسور منطقة المطار فقط.

### تحديد رؤيا الهلال
أما رأيه في الاختلاف المستمر بين الدول الإسلامية في تحديد يوم الصيام أول رمضان ويوم الفطر رغم أن الهلال واحد وجهوده نحو توحيد المسلمين في صومهم وفطرهم فقد أكد أن هذا الموضوع طويل وكتب فيه كثيرون وعقدت له مؤتمرات كثيرة إلا أن أهم هذه المؤتمرات في نظره هو مؤتمر إسطنبول الذي انعقد في شهر نوفمبر العام 1978 حيث تقدمت تركيا بدعوة لجميع الدول الإسلامية إلى عمل مؤتمر يمثل كل بلد إسلامي شخصان أحدهما عالم في الفلك والآخر عالم في الدين وقد حضرت كل الدول الإسلامية تقريبًا إلى هذا المؤتمر وتداول فيه جميع المساعي المتعلقة بالشمس والقمر وكل ما يتعلق بهذا الموضوع وتم الاتفاق على أنه إذا أريد توحيد التقويم الهجري وتوحيد يوم صوم المسلمين ويوم فطرهم يجب أن تتبع الأمور التالية:
1 ـ أن يولد الهلال بمعنى أن يبتعد الهلال عن الشمس
2 ـ أن يكون للقمر مكث بمعنى غروب الشمس أولًا ثم غروب القمر
3 ـ أن يظهر النور في جرم القمر وهذا لا يتأتى إلا إذا كان البعد الزاوي بين الشمس والقمر 7 درجات فأكثر
4 ـ أن نضمن خروج القمر من حيز شعاع الشمس وهذا لا يتأتى إلا إذا كان ارتفاع القمر وقت غروب الشمس لا يقل عن 5.5 درجات فأكثر

هذه الأمور هي التي تحدد بداية الشهر وقد قام المؤتمرون بتكوين لجنة لعمل هذه الحسابات وعمل خرائط خاصة بها وكانت تمثل تسع دول من بينها الكويت للاجتماع كل سنة في دولة إسلامية لتحديد بداية الشهر القمري وقال العجيري:

### التنجيم
الإنسان في حال وجوده الأول على الأرض بهرته صفحة السماء بجلالها وجمالها فظن أن هذا الشيء هو المسيطر على العالم وأن هذا هو الخالق ومن هنا وُلد علم التنجيم قبل علم الفلك فالثاني وليد للأول وبعد أن نزلت الأديان السماوية وعَلم الإنسان أن لهذا الكون خالقًا ومدبرًا بدء علم الفلك وبدأت عملية دخول القمر في الأبراج؛ فالأبراج عبارة عن اثني عشر شكلًا تتكون من تجمعات النجوم والشمس والقمر في دورانهما يمران على هذه المجاميع، ومازال أهل التنجيم يعتقدون أن الأبراج السماوية في أثناء مرور القمر والشمس بهم له علاقة بطول العمر والرزق والحياة السعيدة والشقية وفي الزواج والطلاق إلخ فقال العجيري: «وأنا من الذين لا يعتقدون في هذا الكلام وهذ ليس من علوم الفلك ولكن من علوم التنجيم والذي ليس له أي أساس علمي يستند إليه·»
علم الفلك علم رصين يستند إلى الحقائق الثابتة والقواعد في تعلمه وكذلك علم الأرصاد الجوية ويشبهه في كثير من النواحي فهو علم صحيح راسخ لا يستند إلى الحدس أو التخمين أما علم التنجيم ففيه الكثير من الملابسات الخاطئة ويفتقر إلى القواعد والأسس الصحيحة ويعتمد ممارسوه على تغليب الظن على القواعد ويخلط الكثير بين العلوم الثلاثة ويظنون أن المعلومات الفلكية تأتي عن طريق الإيحاء من الجان، قال العجيري: «وهذا أمر يؤسف له، وأنا كوني فلكيًا لست بعيدًا عن الاتهام من أنني أمارس التعامل مع الجان، والعلوم الثلاثة كلها في مظهرها الخارجي بل ربما في محتواها متشابهة ومتكاملة، والمنجمون يحتاجون إلى دراية الفلكيين والفلكيون يحتاجون إلى كفاءة الأرصاد الجوية وأرباب التنجيم يدلِّسون على الناس ويوهمونهم ومع ذلك فهذا العلم يقل اهتمامًا عند بعض الناس ومدلولاته ترقى عندهم إلى حد التصديق وطوالع الأبراج التي تنشر في الصحف كلها للتسلية ولإشباع فضول القراء لاستطلاع المستقبل وإن كان فأل البرج يناسب رغبات الفرد فإنه يقول صدق الطالع أما إذا كان في غير ما يرغب فإنه يقول كلام جرائد·»
فقد أشيع عن العجيري بأن معلوماته إنما تأتيه عن طريق الإلهام أو أن معلوماته ورثها عن سلفه ممن كشف عنهم الحجاب، لكن الواقع غير ذلك تمامًا فهو يتوصل إلى ما يقدمه من معلومات عن طريق الحسابات الفلكية البحتة ومنها مسائل رياضية عويصة يأخذ بعضها برقاب بعض بالإضافة إلى تجاربه واستنتاجاته الشخصية التي استغرقت نصف قرن من الزمان في كل يوم وفي كل ليلة من هذه الحقبة الطويلة دون انقطاع، كما صرف للحصول عليها الكثير من ماله ووقته وجهده وصحته لأنها هوايته المفضلة التي استولت على مشاعره وأخذت بتلابيبه، لذلك فهو يقتني بعض الأجهزة التي تساعده في أبحاثه وله اتصالات بجهات علمية في الخارج ولم يستعمل قط أي نوع من الوسائل الغير علمية الصرفة.

ومن أقوال العجيري في التنجيم:

### ضياء الشمس ونور القمر
في القرآن التصقت كلمة ضياء بالشمس ونور بالقمر وبعد مراجعة المعاجم العربية لم يوجد فوارق جوهرية بين الضوء والنور معلقًا العجيري على هذا:

### نهاية العالم
وعن نهاية العالم حاضر العجيري قائلًا:
 وهو يسعى إلى معرفة هذا اليوم ومتى يكون وقالت له والدته أن في القدس حجرًا معلقًا في السماء - قبة الصخرة - كل عام ينزل إلى الأرض بمقدار حبة شعير، ومن خلال بحثه استطاع أن يعرف المسافة بين الحجر والأرض وحاول أن يعرف كم تساوي هذه المسافة بحبات الشعير ومن خلال حسابه تبين له أن يوم القيامة يأتي بعد 300 عامًا مر منها 75 عامًا وأردف قائلًا:
وأكد أن ما تتحدث به بعض الحضارات أو الاعتقادات عن نهاية العالم ليست علمية ولا سند لها، فهم يرصدون بعض الأجرام والمذنبات التي وحتى ان اصطدمت بعضها في الأرض فإن تأثيره سيكون محدودا جدا، فالأرض تُرجم يوميا وعلى مدار الساعة بالنيازك والشهب، وأن آخر جرم أصاب الأرض بشكل مؤثر كان في 1908 حيث ضرب جرم سماوي 1200 كلم من سيبيريا، وأن وفي حال افتراض ضرب الأرض بجرم كل 100 عام فإنها وبحسبة فلكية تحتاج إلى 1200 سنة لضرب قارة واحدة على الأرض التي تغطي المياه ثلثي مساحتها.

### مخلوقات غير البشر
قال العجيري:

## هواياته

### الفلك
ممارسة علم الفلك وجمع الكتب الفلكية القديمة هي الهواية الأولى والأهم التي لازمته طوال حياته كلها ولا زال يمارسها إلى اليوم وقد انتقل بها من الهواية إلى التخصص ثم الاحتراف ويرجع ذلك إلى حبه الشديد وشغفه بهذا العلم والمتجدد دائمًا وخاصة عندما ينظر إلى صفحة السماء ويمارس القياسات الفلكية والهندسية الخاصة بالنجوم وحساب المواقيت، ولعل انشغاله بعلم الفلك جعل بعض الناس ممن يربطون بين الفلك والروحانيات يطلبون منه دائمًا الرقية لشفاء مرضاهم إلا أنه لم يكن يستجيب لذلك لعدم قناعته بشفاء المرضى عن طريق الشعوذة، إلا مرة واحدة في صغره حيث أرغمه أحد عتاة الحي لمعالجة حصانه واضطر تحت وطأة التهديد لمعالجته فجاءت النتيجة مثيرة للغاية وغير متوقعه، ولعل النتيجة المذهلة جعلت الناس يتوافدون على العجيري طلبًا للاستشفاء ظنًا منهم أنه يستخدم التنجيم ويستعين بالأرواح لكنه اقنعهم بحكمته بالعكس، وبمرور الوقت نسي الناس الحادث لوعيهم وإدراكهم وطويت بذلك صفحة أخرى من حياة العجيري، ففي أكثر من مناسبة أكد أن التنجيم ليس علمًا وليس له أسس صحيحة مرددًا مقولته «لا صحة لما يقال عن تأثير الأبراج على نفسيات البشر.»

### مربي الطيور

صالح العجيري في مرصده في النادي العلمي.

عندما كان العجيري صغيرًا كان مولعًا ببناء الغرف ومساكن الطيور والحمام، لازمته هذه الهواية للعشرين سنة الأولى من حياته وما لبث أن استحوذ حبه للفلك على كل وقته كما كان يهوى الألعاب السحرية، ففي إحدى فترات حياته وأثناء تعلقه بدراسة علم الفلك تشعبت به الطرق فحاول دراسة التنويم المغناطيسي إلا أن شغفه بعلم الفلك صرفه عن ذلك ولعله لم يجد ما يعوضه عن التنويم المغناطيسي إلا أن يتجه إلى ممارسة الألعاب السحرية وقت الفراغ وقد نجح في ذلك والمسنون ممن كانوا يرتادون النوادي القديمة كالنادي الوطني ونادي المعلمين يتذكرون ما كان يعرضه من ألعاب سحرية كانت مثار الدهشة والإعجاب. وفي يوم من الأيام جائه جده لوالدته وهو يحمل كراسًا وقال له «افتح هذا الكتاب وابحث لي عن علاج لألم الضرس» وفتح العجيري الكتاب ووجد وصفة لعلاج الضرس وأصبح يعالج الناس ولم يكن أحد يشتكي من ألم الأسنان إلا ويأتيه وبعد مدة وجد وصفة للتسهيل على المرأة المتعسرة في الولادة وأصبح طبيبًا لعسر الولادة وهو بعمر 14 عامًا وقال العجيري عن ذلك «والسبب أن المريض مثل الغريق يتعلق بأي قشة مهما كانت.»

### الكتابة
الهواية الأخرى الكتابة ومنها الشعر والنثر لكن نصيبه منهما قليل وقد نظم آخر قصائده باللهجة الكويتية المحلية في شهر يوليو 1998 والتي تحدى فيها رفيق صباه وزميله في المدرسة المباركية الشاعر سليمان جار الله الحسن.

### التمثيل
احتل التمثيل جزءًا كبيرًا من حياة العجيري فكان شغوفًا بالتمثيل بل يهواه وساعد على ذلك أنه وجد في التمثيل متنفسًا جميلًا بسبب ما كان يعانيه من ظروف اجتماعية لا تتناسب مع هذه المرحلة من عمره حيث توفيت والدته وهو في الثانية عشرة من العمر مما اضطره القيام بالأعباء المنزلية وخدمة إخوانه الصغار بحكم أنه الابن الأكبر لوالده، اكتشف ميوله الفنية أحد الأساتذة عندما كان العجيري طالبًا في المدرسة المباركية عام 1938 حيث انضم إلى فريق المدرسة ومارس هذه الهواية حتى عام 1961 وساعده في ذلك الأستاذ حمد عيسى الرجيب.
كان أول عمل مسرحي فكاهي شارك فيه العجيري هو الدختر الأمريكاني والتي عرضت بمناسبة الاحتفال بذكرى موقعة بدر الكبرى ليلة 17 رمضان في العام الميلادي 1938 ثم توالت المسرحيات باللهجة الكويتية مثل حظها يكسر الصغر وسكانه مرته أما أول مسرحية باللغة العربية الفصحى فكانت مسرحية إسلام عمر سنة 1938 ثم مسرحية جابر عثرات الكرام والبخيل والمروءة المقنعة وفي بداية عهدهم بالتمثيل كانت المسرحيات التي تقدم باللغة العربية الفصحى لها نص مكتوب والإخراج من اجتهاد الممثلين أنفسهم أو من يترأسهم أما المسرحيات التي تقدم باللهجة الكويتية الدراجة فليس لها نص مكتوب وكانوا يختارون الممثلين ويوزعون الأدوار على أنفسهم وكل شخص يعرف وظيفته في المسرحية ويتدبر أمره.
وأقل أجر تقاضاه العجيري في أول عمل مسرحي له هو 15 روبية في عام 1956 أي ما يزيد عن الدينار الواحد قليلًا وقد كان هذا الأجر سخيًا حيث العجيري من الممثلين المميزين في ذلك الوقت وفي آخر أعماله المسرحية عام 1960 كان سعر الساعة الواحدة 500 دينار كانت تدفعها وزارة الإعلام.
وتعتبر مسرحية البيوت الزرق أفضل أعمال العجيري لما احتوته من نقد للبلدية والذي أعطى ثماره حالًا ودون تأخير في اليوم التالي، حيث ذكر فيها أن هذه البيوت مصبوغة بالأزرق التي يدخلها الرجل ملثمًا ويخرج منها ليبصق على الأرض فما كان من البلدية في الصباح إلا أن أرسلت عمالها وبنائيها ليقيموا جدارًا طويلًا على امتداد الشارع ولم يسمع من البلدية أي عتاب أو لوم على موقفه الساخر في المسرحية وقد لاقى هذا الموقف استحسان الجمهور في الصالة وصفقوا له طويلًا.
وكبار السن حاليًا يتذكرون معظم هذه الأدوار التي كان يقوم بها العجيري ويرددون بعض الشطحات التي كان يطلقها في مسرحياته حتى الآن حيث سأله ذات مرة زملائه على خشبة المسرح «ماذا تناولت على الغداء؟» فقال «خبز وثلج» فكلما صادف أحدهم صديقًا يقول له ماذا تناولت على الغداء اليوم فيجيب خبز وثلج والأمثلة على ذلك كثيرة لكن طواها النسيان، وقد اعتزل الدكتور صالح العجيري المسرح سنة 1961 بعد تاريخ حافل انتهى بوضع المسرح الكويتي على بداية الطريق الصحيح بعد مشوار دام أكثر من 23 عامًا ليتفرغ تمامًا لممارسة هوايته الأولى وهي ممارسة علم الفلك. كما صرح العجيري أنه سعى ليكون سياسيًا أو اقتصاديًا لكن علم الفلك أخذ كل وقته ولم يبق شيئًا لباقي رغباته.

## حالته الصحية
العجيري لا يبصر إلا بعين واحدة ولا يسمع إلا بإذن واحدة، عندما أصبح في الثمانينات من عمره كما ضعف بنيان جسده وأصبح أميًا لا يقرأ ولا يكتب، ويأتي إلى اللقاء الاسبوعي في ديوانية برجس البرجس وهو يحمل طاقمين من الأسنان الأول للأكل والثاني للابتسامة. يقول العجيري:«لقد بلغت من الكبر عتيا، أنا رجل جئتكم من الماضي من مستهل القرن العشرين، جاوزت 98، أرى بعين واحدة، وأسمع بأذن واحدة، وأمشي على قدم واحدة، والحمد لله على آلائه ونعمائه.»

## وفاته
توفي صالح العجيري، صباح يوم الخميس 10 فبراير 2022 الموافق 9 رجب 1443 هـ عن عمر ناهز 101، وعانى في سنواته الأخيرة من الشيخوخة، وقد نعاه أمير الكويت نواف الأحمد الجابر الصباح وولي العهد مشعل الأحمد الجابر الصباح ورئيس مجلس الوزراء صباح الخالد الحمد الصباح ورئيس مجلس الأمة مرزوق الغانم وشخصيات ومؤسسات عديدة في الكويت وخارجها. وقد حمل تقويم العجيري في يوم وفاته حديثًا نبويًا، حيث قال الرسول محمد لرجل وهو يعظه: «اغْتَنِمْ خَمْسًا قَبْلَ خَمْسٍ: شَبَابَكَ قَبْلَ هَرَمِكَ، وَصِحَّتَكَ قَبْلَ سَقَمِكَ، وَغِنَاكَ قَبْلَ فَقْرِكَ، وَفَرَاغَكَ قَبْلَ شُغُلِكَ، وَحَيَاتَكَ قَبْلَ مَوْتِكَ». ونعى مركز الفلك الدولي إلى كل المجتمع العربي وفاة الدكتور صالح العجيري والذي قضى أكثر من سبعة عقود في ميادين الفلك وكان من رواده في منطقة الخليج العربي والوطن العربي أجمع.

## الإرث الثقافي
بدأ الكثير من العلماء في وضع الجداول الخاصة التي تبين حركات النجوم والكواكب والقمر وأصبحوا يعرفون بدقة متناهية كل حركة في محيط الكرة الأرضية لكل جرم سماوي قريب منها، وبرز كثير من العلماء في كثير من نواحي العلم وفي جزيرة العرب - منطقة الخليج العربي حاليًا - حيث كان لا يعرف تقاويم محددة ولا جداول تبين حركات القمر والكواكب وحوادث الخسوف والكسوف والمد والجزر، ظهر في الكويت صالح العجيري واستطاع أن ينجز الكثير من الأعمال الفلكية والأبحاث العلمية المتطورة والتي ساهمت في نهضة علوم الفلك في إمارة الكويت وفي جزيرة العرب وفي الوطن العربي كله كما كان له دور كبير بوضع أسس تحديد وتوحيد بداية الشهور العربية ووضع الجداول الخاصة بحركة النجوم والكواكب المختلفة والأقمار والتي حددت بكل دقة حركتها ومواقعها في الكون متخذ من الكويت مركزًا لهذه الأرصاد.
فالعجيري يعتبر من الرعيل الأول للكويت وأحد رجال العلم والفكر في تاريخها الذين لهم دور وباع طويل في إثراء نهضتها العلمية والفكرية، وممن شاركوا في تأسيسها بل اعتبره البعض أحد رجالات الخليج البارزين الذين ساهموا بجهد كبير في نشأة ونهضة دول الخليج العربية، فقد أثرى المكتبة العلمية الخليجية والعربية بالعديد من المؤلفات العلمية الفريدة في علوم الفلك وقدم عددًا من الاستشارات والمحاضرات العلمية في مجال علوم الفلك والأرصاد الجوية وفي بيان الحقائق والمفاهيم العلمية الصحيحة ودحر الخرافات في المجتمع وحرص على تنقية علم الفلك من أدران علم التنجيم، كما قدم العديد من الاقتراحات والحلول العلمية لكثير من القضايا الفلكية التي اختلف فيها الكثير من العلماء العرب والمسلمين، وساهم بصورة كبيرة ومباشرة في وجود مرصد فلكي في دولة الكويت بلده سمي باسمه ليكون مقرًا دائمًا للمهتمين بعلم الفلك من المتخصصين والهواة والباحثين، بالإضافة إلى متابعته للأحداث السنوية والشهرية واليومية وظهور الهلال بداية كل شهر عربي ونشر توقعاته لكل من الظواهر الفلكية مثل كسوف الشمس وخسوف القمر والظواهر المناخية: كسقوط الأمطار وظهور الغبار والتغيرات الفصلية لدرجة الحرارة وحالة المد والجزر والرطوبة في الوقت الراهن بالإضافة إلى تحديد مواقيت الصلاة وتحديد اتجاه القبلة كما قدم برامج علمية وثقافية واجتماعية في وسائل الإعلام المختلفة كالتلفزيون والإذاعة والصحف.
كما لم يتوان عن إلقاء المحاضرات والمشاركة في الندوات العلمية على مدار تلك السنوات الطويلة سواء في مدارس وزارة التربية أثناء العام الدراسي من كل عام أو بالنوادي الصيفية وكذلك طوال أثني عشر عامًا بالنادي العلمي في قسم الفلك والأرصاد الجوية عندما كان فكرة وبعدما أصبح حقيقة ربى جيلًا من علماء الفلك الصغار الذين أصبحوا كبارًا في هذا العلم وتلاميذًا تفوقوا.
وقام بتكليف من وزير الأوقاف السابق يوسف الحجي بتدريس علوم الفلك والمواقيت وتحديد اتجاه القبلة لطلاب وطالبات دار القرآن على ثلاث سنوات متتالية، كما حاضر لطلاب قسم الفيزياء والفلك بكلية العلوم جامعة الكويت وكذلك في مرصد العجيري بالنادي العلمي أثناء التدريب العملي لهم، وحاضر في الدورات التدريبية في علوم الفلك والأرصاد الجوية لمدرسي ومدرسات وزارة التربية والتي عقدت تحت رعاية رابطة هواة الفلك والأرصاد الجوية والتي تأسست في النادي العلمي والتي يرأسها العجيري نفسه كرئيس فخري للرابطة. فدائمًا ما وصف بأنه رائدًا من رواد التعليم في الكويت.

صالح العجيري يشرح آلة السدس الفلكية في إحدى محاضراته

كان ضمن أول حملة حج كويتية بالطائرة عام 1954 إلى الأراضي المقدسة، كما كان يومًا من الأيام طرفًا من أطراف أول استجواب في تاريخ مجلس الأمة وكان مقدم الاستجواب هو النائب السابق محمد الرشيد وكان المستجوب عبد الله الروضان وزير الإسكان الأسبق وسبب مشاركة العجيري أنه كان مسؤولًا عن الإسكان لكن المفارقة العجيبة أن الاستجواب لم يكن في مجلس الأمة بل كان في مكتب الوزير ولمدة أقل من ساعة انتهى على خير على قول العجيري:«لأن الهدف لم يكن شخصيًا وإنما كان للمصلحة العامة، وكم نحتاج إلى هذه الطريقة في ظل ما نشاهده اليوم.» وذات مرة اتصل به رجل في ساعة متأخرة من الليل ليسأله عن كمية المطر التي تطفئ النار؟ لم ينفعل العجيري وكل ما فعله هو إجابته على السؤال لأنه تعود على ألا يغضب وأن يكون واسع الصدر، كثرة الدروع التذكارية والشهادات التقديرية والتي هي حصاد هذا المشوار الطويل ما هو إلا تعبير من المجتمع لحبهم له فلم يعرف عن العجيري اعتذاره عن محاضرة أو ندوة وظل دائمًا يحرص على التواصل مع جميع شرائح المجتمع لا سيما الطلبة الذين كما أحبهم قد أحبوه وبادلوه هذه المشاعر بهذه الدروع الحاضرة.
وظهر على الوجود من نهلوا من علمه وتتلمذوا على يديه من شباب الكويت ومن هؤلاء فؤاد مانع الجمعة الذي وصفه العجيري بقول:« إنك تستطيع أن تشم في فؤاد رائحة عالم الفلك، فؤاد ظاهرة نادرة وله مستقبل كبير» وهو يعمل الآن – فؤاد الجمعة – مديرًا لرابطة هواة الفلك والأرصاد الجوية وكذلك داوود العسكر ومساعد الحماد وهالة الجسار ابنة وزير الأوقاف الكويتي السابق.
فللعجيري أسلوب فريد في طرح الأمور العلمية مهما كانت معقدة وصعبة، باعتماده على جذب انتباه المستمعين وشغلهم تمامًا بما يقدم لهم من معلومات وما يستخدم من تقنيات تربوية ولو كانت بسيطة، لا يشعر من يحضر محاضراته بأي ملل مهما طالت المحاضرة ويتمنى المزيد من ما يستفيد ففي دورة الفلك والأرصاد الجوية لمدرسي وزارة التربية في فبراير 1986 تم تغيير برنامج الدورة بعد أن بدأت وذلك لزيادة عدد محاضراته إلى أربع محاضرات بعد أن كان مقررًا له محاضرتان فقط وذلك بناء على طلبات الملحة للدارسين.
ويذكر أنه قدم إليه حمزة يوسف هانسن من كاليفورنيا بالولايات المتحدة الأمريكية إلى الكويت في 5 يناير 2001 وهو عالم أمريكي الجنسية ولم يكن له إلا هدف واحد هو مقابلة المواطن الذي كتب سبعة كتب في علوم الفلك وصلت الولايات المتحدة الأمريكية وهو الدكتور صالح العجيري، فلما سأل عنه قيل له أنه في دولة الكويت وعندما وصل الكويت توجه من المطار مباشرة لمقابلة العجيري تقديرًا له وعرفانًا بجهوده في نشر علوم الفلك والفضاء، فقد أعرب عن سعادته الكبيرة عند مقابلته واعتبرها حدثًا مهمًا في حياته. كما قامت الشيخة لطيفة حرم ولي العهد سعد العبد الله الصباح ورئيس مجلس الوزراء بزيارة مرصد العجيري بأقسامه المختلفة، فثنت على العجيري أثناء زيارتها وقالت: «إنني أفضل إطلاق لقب الأستاذ على العجيري أكثر من الدكتور لسعة علمه واطلاعه ومنزلته الكبيرة.»
كما حظى بتقدير خاص من أمير الكويت جابر الأحمد الصباح خاصة وأنهما كانا زميلين في المدرسة المباركية والمعرفة قديمة ووثيقة للغاية بينهما وفي تلك الفترة من عامة 1938 كان العجيري شابًا والأمير لا يزال يافعًا، لم تنقطع الصلة بينهما أبدًا ففي سنة 1952 حصل الأمير على ساعة فيها أشكال القمر من محاق وتربيع وبدر فلم يفته أن يهديها للعجيري لعلمه باهتماماته الفلكية، وفي سنة 1978 حصل أيضًا على تلسكوب يحمل باليد ومعه خرائط وجداول فلكية فأهداها إليه، أيضًا كما حضر الأمير إلى منزل العجيري مرتين الأولى للتعزية بوفاة والده والأخرى للتعزية لوفاة أحد إخوته، وفي سنة 1986 لبى الأمير دعوة العجيري لافتتاح مرصد العجيري بنفسه ولم ينب عنه أحدًا من الوزراء، وفي سنة 1980 ألف العجيري كتاب كيف تحسب حوادث الكسوف والخسوف بمناسبة تكريمه وقامت مؤسسة الكويت للتقدم العلمي بتوزيعه وأثناء الحفل قدمت المؤسسة له مبلغ عشرة آلاف دينار وهذا على غير المعتاد من المؤسسة فهم يقدمون العادة خمسة آلاف دينار فقط في مثل هذه المناسبات ولما استفسر العجيري عن ذلك قيل له أن هكذا أمر أمير الكويت جابر الأحمد، كما أن العجيري حريص على الاتصال بالأمير والسؤال عنه خاصة في الأعياد وحلول شهر رمضان.
ما زال يراسل جامعات ومراصد كثيرة بالعلم ليلبي ويسد نهمه لهذه الرغبة في الاستزادة وإفادة من حوله.
كان العجيري ظاهرًا في صف المدرسة بنكاته وسلوكه المميز المثير ويرجع ذلك إلى ما عاناه في صغره بعد وفاة والدته وهو في الثانية العشرة من عمره وإلقاء المسؤولية برعاية إخوانه في صغره وحرمانه من اللعب مع الأقران والأصدقاء خارج بيته، فكان ظهوره هذا سببًا في استدراجه لفريق التمثيل بالمدرسة في ذلك الوقت.
من الطريف أن أهم الصداقات في حياة العجيري قد نتجت عن طريق بعض المشاكل والمواقف المحرجة وعلى حد قوله «ما محبة إلا بعد عداوة» ومن هؤلاء رفاق التمثيل فقد مارس التمثيل ضمن فريق مدرسة المباركية عام 1938 ثم عاد للتمثيل مرة أخرى في الخمسينيات وترك التمثيل تمامًا في 1960 ومن هؤلاء محمد النشمي وعقاب الخطيب وحمد الرجيب ووزير الإسكان ووزير الأوقاف السابق خالد الجسار.
والوجه المتناقض والأكثر عجبًا أن الكثيرين من الناس يظنون أنه حاد الفطنة خارق الذاكرة وهو في الواقع على النقيض من ذلك، فهو لا يستطيع أن يستدل على موقف سيارته أو حتى يعرف ماذا تعشى في الليل، والأعجب من ذلك أنه لا يتعرف على أصدقائه إلا من وجوههم، فهو لا يعرف أسماءهم ومع ذلك فهو يخبر الشعب بموعد شروق القمر بعد مائة سنة.

## تكريم وجوائز
نال العجيري حظه من التكريم خلال مسيرة حياته الحافلة بالأعمال والإنجازات فقد نال من كتب الشكر مالا يعد ولا يحصى ومن الأوسمة والنياشين ما يفوق القدرة على حمله ونال من المناسبات والاحتفالات التي أقيمت خصيصًا لتكريمه والتي حضرها علية القوم وساداتهم، في عام 1980 قام أمير الكويت جابر الأحمد الصباح بتكليف النادي العلمي ومؤسسة الكويت للتقدم العلمي باتخاذ الخطوات اللازمة لتكريم العجيري على مستوى الدولة، وقد أقيم حفل التكريم وهو الأول لصالح العجيري على مستوى الدولة في فندق شيراتون في 30 ديسمبر 1980 وفي الحفل قدمت هدايا تذكارية من وزارات الدولة المختلفة ما عدا وزارة التربية والتي انفردت بحفل تكريم مستقل جاء فيما حضره الكثير من العلماء والوزراء والوجهاء من الكويت ومن خارجها منهم علماء فلك من دول الخليج ومن الجزائر ومن تكساس بالولايات المتحدة الأمريكية البروفيسور أيمت وكان الحفل تحت رعاية وزير دولة الكويت عبد العزيز حسين.

### الدكتوراة الفخرية

صورة لـ الدكتوراة الفخرية المقدمة من كلية العلوم من جامعة الكويت لـ صالح العجيري.

نظرًا لأن وزارة التربية لم تقدم هدية تذكارية للعجيري في حفل التكريم الأول والذي تم بتاريخ 23 ديسمبر 1980 فقد عاتب وزير التربية والتعليم العالي خالد المرزوق المسؤولين الذين حضروا معه على ذلك ورأى أن وزارة التربية هي التي يجب أن تقوم بحفل التكريم مما دعا بعدها الإعلان أن وزارة التربية ستكرم العجيري تكريمًا خاصًا بمناسبة عيد المعلم في شهر فبراير 1981 والجميع مدعوون لهذا الحفل، وفي اليوم التالي طلب أحد مسؤولي وزارة التربية من العجيري اختيار هديته بنفسه فاختار ساعة رولكس استعمال الطيارين، ولكن وفي حلول يوم عيد المعلم وفت وزارة التربية بوعدها وأقامت حفلًا مهيبًا لتكريم العجيري في جامعة الكويت يوم 26 فبراير 1981 بحضور وزير التربية والتعليم العالي خالد المرزوق وزير الدولة عبد العزيز حسين وظن أن الوزارة أكتفت بهذا التكريم ولكنه فوجئ في هذا الحفل بمنحه شهادة الدكتوراه الفخرية في العلوم من كلية العلوم بجامعة الكويت، وهي أول دكتوراه فخرية تمنحها جامعة الكويت في تاريخها وأعلى الجوائز التي حصل عليها العجيري مطلقًا، وظل هو الوحيد الحاصل على الدكتوراه الفخرية في جامعة الكويت عندما منحت إلى مارغريت ثاتشر وخافيير دي كويلار وجورج بوش، وبقي محتفظًا بها ولم يحصل عليها أحد إلا بعد 12 عامًا أي حتى العام 1993 عندما حصل عليها الرئيس الأمريكي جورج بوش ورئيسة الوزراء البريطانية مارغريت ثاتشر ثم أمين عام الأمم المتحدة خافيير بيريز دي كويلار. قال العجيري:

### قلادة مجلس التعاون
كما تم تكريم العجيري على مستوى دول الخليج العربية حيث مُنح قلادة مجلس التعاون الخليجي في العلوم في ديسمبر سنة 1988 أثناء انعقاد مؤتمر القمة السنوي لدول الخليج العربية وذلك تكريمًا لدوره البارز وجهوده في نشر علوم الفلك وتنشئة جيل من العلماء والباحثين، كما تلقى من المجلس في مناسبة أخرى كتاب منح براءة وسام التكريم من قبل قادة دول مجلس التعاون لدول الخليج العربية تقديرًا لخدماته من الديوان الأميري بتاريخ 12 فبراير 1990.

### عضو شرفي
كما تقرر منحه - استنادًا إلى المادة الثالثة والفقرة الثالثة من النظام الأساسي للاتحاد العربي لعلوم الفضاء والفلك واستنادًا إلى قرار المجلس الأعلى للاتحاد العربي لعلوم الفضاء والفلك الذي انعقد في جامعة آل البيت / المفرق في الأردن بتاريخ 5 سبتمبر 2000 - عضوية الشرف في الاتحاد وذلك نظرًا لجهوده المتواصلة في الإسهام بتطوير علوم الفضاء والفلك في الوطن العربي.

### تكريمات أخرى
نال العجيري المزيد من التكريم في مناسبات أخرى منها مناسبات فنية ومناسبة تقاعده عن العمل ومناسبات أخرى عديدة:
| - منح درعًا تذكاريًا تكريمًا له بمناسبة تقاعده عن العمل في بنك التسليف والادخار في 1 نوفمبر 1970. - تم تكريمه من جمعية المعلمين الكويتية بمناسبة عيد المعلم في 12 أبريل 1976 ومنح شهادة تقدير بهذه المناسبة لجهوده في مجال التربية والتعليم (الموافق 12 ربيع الآخر 1396) - قام الشيخ سالم الصباح وزير الشؤون الاجتماعية والعمل بتكريمه ومنحه درعًا تذكاريًا سنة 1977 بصفته فنانًا مسرحيًا سابقًا ولدوره الرائد في الحركة المسرحية في الكويت. - منح درعًا تذكاريًا من المسرح العربي سنة 1977 تكريمًا لجهوده المسرحية السابقة. - منح درعًا تذكاريًا من عبد الرحمن عبد الله العوضي وزير الصحة سابقًا سنة 1980. - كرم من المجلس الوطني للثقافة والفنون والآداب في 17 مارس 1981 بمناسبة حصول كتابه حوادث الكسوف والخسوف على درجة الامتياز ومنح جائزة مالية 500 دينار وشراء 250 نسخة من الكتاب للمجلس. - تلقى كتاب شكر من جمعية الثقافة الاجتماعية بتاريخ 5 فبراير 1986 لإلقاء محاضرة عن مذنب هالي. - تلقى كتاب شكر وتقدير من إسحق الأنصاري اختصاصي ومنسق اختبارات بمركز التقييم والقياس بجامعة الكويت بتاريخ 3 مارس 1986. | - تلقى كتاب شكر وتقدير من رؤساء وفود المملكة العربية السعودية ودولة الإمارات العربية المتحدة ودولة قطر ومملكة البحرين وسلطنة عمان ودولة الكويت والذين شاركوا في ندوة الأهلة والمواقيت والتقنيات التربوية والتي عقدت في الكويت سنة 1989. - منح مرة أخرى درعًا تذكاريًا من المجلس الوطني للثقافة والفنون والآداب بمناسبة أسبوع الطفل العالمي تقديرًا لجهوده في نشر علوم الفلك سنة 2000. - منح شهادة تقدير من مدرسة عاتكة بنت زيد الابتدائية عام 2000 - تلقى رسالة شكر وتقدير من الرائد الطيار سلطان بن سلمان بن عبد العزيز وهو أول رائد فضاء عربي بتاريخ 23 رمضان 1407 بمناسبة انتهاء زيارته للكويت. - كرم من قبل مجلة الشرق ضمن المكرمين من مبدعي الكويت في حفل تحت رعاية وزير الإعلام أحمد الفهد الأحمد الصباح يوم 7 مايو 2002. - وتم اختياره للحصول على جائزة الدولة التقديرية في عام 2005 مع فاضل خلف وعبد الحسين عبد الرضا تقديرًا لجهوده في علم الفلك. |

كما حصل على العشرات من كتب الشكر من النادي العلمي الكويتي وجامعة الكويت ومؤسسة الكويت للتقدم العلمي ووزارة التربية والعديد من الوزارات والمؤسسات والجهات الخاصة على ما قدم من أعمال لخدمة العلم والعلماء وما قدمه من محاضرات في العديد من الدورات التدريبية التي شارك فيها ولدوره في تأسيس رابطة هواة الفلك والأرصاد الجوية بالنادي العلمي.
ففي حفل كبير أقيم بالنادي العلمي الكويتي تم تكريمه للمرة الرابعة حيث قدم له فهد الجابر الصباح رئيس الهيئة العامة للشباب والرياضة وفهد اليوسف رئيس مجلس إدارة النادي العلمي درعًا تذكاريًا بهذه المناسبة كما تم تقديم أوبريت غنائي سرد مسيرة حياة العجيري وقد جاء التكريم بمناسبة مشاركة العجيري في أعمال الملتقى الفلكي لإنشاء المرصد الخليجي كما قدم له رؤساء الوفود الفلكية المشاركة من الخارج دروعًا تذكارية بالمناسبة.
كما كرمه أمير الكويت السابق جابر الأحمد الصباح برعايته الدائمة له ولجهوده لرفعة هذه الأمة، كما يتلقى العجيري دعوات كثيرة من قبل العديد من الجهات وخاصة جامعة الكويت ومدارس وزارة التربية إلا أنه الآن غالبًا ما يعتذر عن الحضور بسبب كبر سنه ولظروف زوجته الصحية قبل وفاتها.

### يوم الوفاء لصالح العجيري
احتضن مسرح مكتبة الكويت الوطنية احتفالية يوم الوفاء بالعالم صالح محمد العجيري، حيث قامت الشيخة الشاعرة سعاد الصباح بتكريمه من خلال إصدار كتاب يسرد مسيرته الطويلة والحافلة مع علم الفلك ويحمل عنوان «صالح محمد العجيري.. عابر المجرات عميد علم الفلك» حيث بدأت الاحتفالية بكلمة القتها سعاد الصباح وقدم فقرات الاحتفالية الأخرى جميعها المذيع بركات الوقيان وشهد اليوم حضورًا حاشدًا من المسؤولين والأكاديميين والدبلوماسيين وعشاق وأصدقاء العجيري. قامت سعاد الصباح بتكريم صالح العجيري الذي يعد أحد رجالات الرعيل الأول في العلم والفكر والذي أثرى المكتبة العربية بالعديد من المؤلفات الفريدة في مجال علوم الفلك والأرصاد الجوية وقالت إن اختيارها لشخصية صالح العجيري ينطلق مما يمثله من شخصية علمية في بيئة خالية من العلم بالإضافة إلى شخصية العجيري المسالمة والمتصالحة مع الجميع مما يجعله نموذجًا للعلماء والدارسين، إذ حقق العلم وكسب قلوب الجميع في الوقت ذاته.

غلاف كتاب عابر المجرات بقلم مجموعة مؤلفين بإشرف سعاد الصباح ومن نشر دار سعاد الصباح عام 2013

وواكب هذا التكريم كتاب عملت دار سعاد الصباح على إصداره حيث قامت الدار بإعداد كتقطوفناول قطوف من سيرة صالح العجيري استعدادًا لليوم الذي تم فيه تكريمه في حفل خاص لهذه المناسبة، صدر الكتاب عن دار سعاد الصباح للنشر والتوزيع ضمن سلسلة يوم الوفاء الذي حمل عنوان عابر المجرات صالح العجيري.. عميد علم الفلك والذي أشرفت عليه سعاد الصباح بنفسها وأدار تحريره علي المسعودي وشارك فيه نخبة من الكتاب والمثقفين وجاء في 324 صفحة من القطع الكبير، كما حمل الكتاب في نصفه الأخير كلمات لعدد كبير من شخصيات ارتبطت بالعجيري على اختلاف الأصعدة أو كان لمحور الكتاب ذلك الأثر في مسيرة حياتهم العملية، فضم الكتاب كلمات عن العجيري كتبها ابنه جمال وحفيدته الوحيدة من ابنته الوحيدة داليا سعيد الملا، بالإضافة إلى كلمات لتلامذته وكتاب وأدباء وإعلاميين وأكاديميين ومؤلفين وتجار وشخصيات عامة، جميعهم ساهموا في توثيق سيرة العجيري كما تضمن الكتاب مقالات كتبها العجيري نفسه تحدث في سطورها عن طفولته وقصة التقويم والمراصد بالإضافة إلى سيرته الذاتية التي تضمنت شهاداته ووظائفه ومنجزاته وأساتذته جاء بعضها على لسانه واختتمها بمآثر الأمير جابر الأحمد الصباح منها ما لا يعرفه أحد غير العجيري الذي وثق هذه المواقف في سطور، ويحفل الكتاب بلقطات تذكارية كثيرة تشهد على مسيرة صالح العجيري الزاخمة بالإنجازات، تتنوع على اختلاف مضمونها بين الاجتماعية منها والعملية بين أصدقائه وأقربائه وزملائه وتلامذته ومع شخصيات عامة عرفها أهل الكويت من سياسيين وتجار وأدباء وفنانين جميعهم يُعتبر العجيري فردًا في وسطهم.
وفي كلمته في يوم الوفاء قال العجيري:« إنه في الزمن القديم كان الناس يتعاملون في البيع والشرء بالليرة العثمانية، وكان معروفا أن إسقاط الليرة في كف الشخص هي بمثابة فأل حسن له، ولذا فقد أحضرت اليوم ليرة عثمانية نادرة وسأسقطها في يد د.سعاد الصباح عرفانا لها على كرمها وبذلها.» وفي نهاية الاحتفالية قامت سعاد الصباح بتكريم العجيري بمنحه درعًا وشهادة تقدير ونسخة من الكتاب صالح محمد العجيري.. عابر المجرات كما قام الأمين العام للمجلس الوطني للثقافة والفنون والآداب المهندس على اليوحة بمنح العجيري درع المجلس، بينما تلقت سعاد الصباح درعا تكريمية من تلميذ العجيري الفلكي خالد الجمعان.

## اقتباسات

### من أقوال العجيري
- | صالح العجيري | أنا ما زلت تلميذًا وأتلقى علوم الفلك حتى الآن. | صالح العجيري |
- | صالح العجيري | اجعلوا العلم من أجل أهدافكم وإن المرء يدرك بالعلم ما لا يدركه بسواه وأن ليس هناك معلم يستطيع أن يهبك العلم مثلما تهبه أنت لنفسك! فأنت خير معلم لذاتك وبنفسك ترقى إلى سلم المجد. | صالح العجيري |
- | صالح العجيري | الصحة والقناعة والسعادة؛ الصحة تاج على رؤوس الأصحاء والقناعة كنز لا يفنى والسعادة هي ألا يفكر الإنسان هل هو شقي أو سعيد!. | صالح العجيري |
- | صالح العجيري | لا فرق بين الأمس واليوم فالأمس كان اليوم واليوم سيكون أمسًا. | صالح العجيري |
- | صالح العجيري | لا تكرهوا أولادكم على أخلاقكم فإنهم خلقوا لزمان غير زمانكم. | صالح العجيري |
- | صالح العجيري | ليس في حياتي كلها وقت فراغ وأتعجب ممن يشكون من أوقات الفراغ ففي صغري كنت مشغولًا بالتعلم وأعمال المنزل نظرًا لوفاة والدتي وأنا صغير السن 12 عامًا، وفي شبابي انشغلت بالحسابات الفلكية والتأليف والرصد، وفي كهولتي بليت زوجتي بمرض عضال مما جعلني في خدمتها ورعايتها على مدار الساعة وبعض من وقتي أصرفه في التأليف والحسابات الفلكية وتقديم المعلومات عبر وسائل الإعلام المقروءة والمسموعة والمرئية. | صالح العجيري |
- | صالح العجيري | الثقافة والمواهب والهوايات والميول لا تورث فكل إنسان ميسر لما خلق له، لذلك برز أبنائي وتفوقوا في مجالات أخرى إلا أن أحد أولادي يهوى علم الفلك من ناحية الرصد كما أنه يجيد حسابات التقاويم والإحداثيات السماوية وله خبرة في مجالات فلكية أخرى ليست من اهتمامي. | صالح العجيري |
- | صالح العجيري | أمنيتي التي أتمناها طوال عمري هي اتفاق المسلمين في جميع الأقطار وعلى اختلاف مشاربهم على صوم واحد وفطر واحد. | صالح العجيري |
- | صالح العجيري | الصعوبات التي تواجهني وتواجه غيري من المهتمين والهواة بعلم الفلك هي قلة المراصد وندرة التأليف والترجمة في هذا العلم الجليل. | صالح العجيري |

## قالوا عنه
- الفلكي محمد أحمد سليمان:| صالح العجيري | الدكتور صالح محمد العجيري يوحي لي دائما بالشجرة المثمرة التي تثمر كلما قذفت بآيات التقدير والثناء كأنما تنعش ذاكرته وتشجعه على البذل والعطاء أكثر، وهو يحيط الآخرين بما ينثر عليهم من خيراته التي لا تنضب ويشعر بذلك كل مبنى يدخله أو كل باب يدلف منه، وهو يمثل البداية الحقيقية لعلم الفلك في دولة الكويت كما كان قدماء المصريين يمثلون البداية الحقيقية لعلم الفلك في مصر وكما كان البابليون يمثلون البداية الحقيقية لعلم الفلك في العراق وكما يمثل الإغريق البداية الحقيقية لعلم الفلك في اليونان، وهو الأستاذ الذي لا يتورع أن يكون في بعض الأحيان تلميذًا وهو التلميذ الذي يستطيع بسهولة ارتداء عباءة الأستاذ، ويعتبر مرصد العجيري الفلكي الموجود بقسم الفلك بالنادي العلمي الكويتي من الإضافات التي تحسب له، وإن كان من خلفه لم يحرصوا على صيانته واستمرار تشغيله، عمرًا مديدًا يا ظاهرة لن تتكرر لا في الكويت ولا في غيرها فاهنأ بما حباك الله من ريادة وسيادة في علم الفلك وفي رصيد من حب الشعب الكويتي لك. | صالح العجيري |
- الفلكي محمد محمد أحمد عيسوي:| صالح العجيري | الوفاء الذي يملأ قلب العجيري والذي يضفي به على من حوله والحب الذي نكنه في قلوبنا لدليل قاطع على صدق رسالة هذا الرجل الذي بذل طوال حياته أطال الله في عمره كل جهد مستطاع في نشر العلم وتربية هذا الجيل. | صالح العجيري |
- سعاد محمد الصباح:| صالح العجيري | الفلكي الكويتي صالح محمد العجيري يمثل منارة علمية فريدة من نوعها تستحق التكريم في (يوم الوفاء) مما يمثله من شخصية علمية حفرت في صخور المستحيل؛ لتستخرج ماء العلم في ظروف علمية قاحلة، وفي بيئة خالية من العلم وتشجيع البحث العلمي، وهو ما يؤهله ليكون نموذجًا فريدًا للجيل الجديد في الإصرار على طلب العلم، بالإضافة إلى شخصية العجيري المسالمة والمتصالحة مع الجميع. | صالح العجيري |

## الملاحظات
1. ↑  بيت آل نبهان يرجع أصلهم إلى البحرين ووالدهم حمد بن خليفة هي أسرة من العلماء الفقهاء المهتمين بعلوم الحديث والفقه والتاريخ بالإضافة إلى علم الربع المجيب الذي انتشر في الجزيرة العربية عن طريقهم.
2. ↑  افتتحت في 22 ديسمبر 1911 وهي أول مدرسة نظامية في تاريخ دولة الكويت.
3. ↑  الربع المجيب عبارة عن آلة تتكون من ربع دائرة تصنع من صفائح النحاس والخشب والخيوط الحريرية وثقل من الرصاص ترسم على وجهها البروج والدوائر المختلفة.
4. ↑  كتاب محلي لجزيرة العرب فيه كيف يمكن لربابنة السفن في البحر والبدو في الصحراء الاستدلال على الطرق والفصول وأماكن الكلأ والماء.

### فهرس المراجع
1. 1 2  صالح العجيري.... 92 عامًا من العطاء، جريدة النهار، 17 يوليو 2012 نسخة محفوظة 20 سبتمبر 2017 على موقع واي باك مشين.
2. ↑  وفاة العم صالح العجيري. نسخة محفوظة 2022-02-10 على موقع واي باك مشين.
3. 1 2 3 4 5 6 7 8 9 10 11 12  صالح العجيري: صاحب أول مرصد فلكي وأول تقويم وأول دكتوراه فخرية في الخليج محسن العصفور. نسخة محفوظة 23 أغسطس 2018 على موقع واي باك مشين.
4. 1 2 3 4  مجلة العربي، رحلة في عالم أشهر فلكي في الخليج العربي، زكريا عبد الجواد، العدد 531، فبراير 2003
5. 1 2  صالح محمد العجيري 23 سبتمبر 2008 نسخة محفوظة 05 ديسمبر 2008 على موقع واي باك مشين.
6. 1 2 3 4  كتاب سيرة ومسيرة الدكتور صالح العجيري، ص75، محمد محمد أحمد عيسوي، مكتبة العجيري، 2003
7. ↑  الجانب التربوي من حياة الدكتور صالح محمد العجيري، الانطلاقة الأولى في علم الفلك، ص13
8. 1 2 3 4 5 6 7 8 9 10 11 12 13 14 15  محمد صالح العجيري الموقع الرسمي. نسخة محفوظة 17 يونيو 2008 على موقع واي باك مشين. "نسخة مؤرشفة". مؤرشف من الأصل في 2011-12-19. اطلع عليه بتاريخ 2011-02-27.
9. 1 2 3 4 5 6 7 8 9 10 11 12 13 14 15 16 17  بحث في هذا المجال من باب «اعرف عدوك» لقاء مع صحيفة الأنباء نسخة محفوظة 23 أغسطس 2018 على موقع واي باك مشين.
10. 1 2 3 4 5  كتاب الجانب التربوي من حياة الدكتور صالح محمد العجيري، تعريف، ص11، محمد محمد أحمد عيسوي
11. ↑  قراءة في تاريخ الدكتور الفلكي صالح العجيري بقلم علي محمد الفيروز. نسخة محفوظة 09 مايو 2017 على موقع واي باك مشين.
12. 1 2 3  ما لم يذكر عن حياة صالح العجيري، الوجه الآخر، ص69
13. 1 2 3  كتاب سيرة ومسيرة الدكتور صالح العجيري، ص54، محمد محمد أحمد عيسوي، مكتبة العجيري، 2003
14. ↑  كتاب سيرة ومسيرة الدكتور صالح العجيري، ص35، محمد محمد أحمد عيسوي، مكتبة العجيري، 2003
15. 1 2  كتاب سيرة ومسيرة الدكتور صالح العجيري، ص49، محمد محمد أحمد عيسوي، مكتبة العجيري، 2003
16. ↑  كتاب سيرة ومسيرة الدكتور صالح العجيري، ص29، محمد محمد أحمد عيسوي، مكتبة العجيري، 2003
17. ↑  كتاب سيرة ومسيرة الدكتور صالح العجيري، ص31، محمد محمد أحمد عيسوي، مكتبة العجيري، 2003
18. ↑  كتاب سيرة ومسيرة الدكتور صالح العجيري، ص47، محمد محمد أحمد عيسوي، مكتبة العجيري، 2003
19. ↑  كتاب سيرة ومسيرة الدكتور صالح العجيري، ص48، محمد محمد أحمد عيسوي، مكتبة العجيري، 2003
20. ↑  كتاب سيرة ومسيرة الدكتور صالح العجيري، ص46 - 47، محمد محمد أحمد عيسوي، مكتبة العجيري، 2003
21. ↑  كتاب سيرة ومسيرة الدكتور صالح العجيري، ص32، محمد محمد أحمد عيسوي، مكتبة العجيري، 2003
22. ↑  كتاب ما لم يذكر عن حياة صالح العجيري، الدروس الأولى، ص17 من مؤسسة الكويت للتقدم العلمي
23. ↑  كتاب سيرة ومسيرة الدكتور صالح العجيري، ص56، محمد محمد أحمد عيسوي، مكتبة العجيري، 2003
24. 1 2  كتاب ما لم يذكر عن حياة صالح العجيري، الدروس الأولى، ص18 من مؤسسة الكويت للتقدم العلمي
25. 1 2 3  كتاب سيرة ومسيرة الدكتور صالح العجيري، ص57، محمد محمد أحمد عيسوي، مكتبة العجيري، 2003
26. 1 2  كتاب ما لم يذكر عن حياة صالح العجيري، الدروس الأولى، ص19 من مؤسسة الكويت للتقدم العلمي
27. 1 2  كتاب سيرة ومسيرة الدكتور صالح العجيري، ص65، محمد محمد أحمد عيسوي، مكتبة العجيري، 2003
28. ↑  كتاب الجانب التربوي من حياة الدكتور صالح محمد العجيري، حبه وشغفه لعلم الفلك، ص14، محمد محمد أحمد عيسوي
29. 1 2  الجانب التربوي من حياة الدكتور صالح محمد العجيري، التعليم، ص12
30. 1 2 3 4  ما لم يذكر عن حياة صالح العجيري، الوجه الآخر، ص70
31. 1 2 3  الجانب التربوي من حياة الدكتور صالح محمد العجيري، الجانب التربوي في حياة العجيري، ص17
32. 1 2 3 4  كتاب سيرة ومسيرة الدكتور صالح العجيري، ص66، محمد محمد أحمد عيسوي، مكتبة العجيري، 2003
33. 1 2  الفلكي الكويتي صالح العجيري.. ذاكرة يافعة على أعتاب المئة بقلم نادية الدباس. نسخة محفوظة 2023-10-23 على موقع واي باك مشين.
34. ↑  كتاب سيرة ومسيرة الدكتور صالح العجيري، ص67، محمد محمد أحمد عيسوي، مكتبة العجيري، 2003
35. ↑  كتاب سيرة ومسيرة الدكتور صالح العجيري، ص69، محمد محمد أحمد عيسوي، مكتبة العجيري، 2003
36. ↑  كتاب سيرة ومسيرة الدكتور صالح العجيري، ص70، محمد محمد أحمد عيسوي، مكتبة العجيري، 2003
37. ↑  كتاب سيرة ومسيرة الدكتور صالح العجيري، ص72، محمد محمد أحمد عيسوي، مكتبة العجيري، 2003
38. 1 2  العجيري يحتفل بعيد ميلاده الثاني والتسعون نسخة محفوظة 8 يوليو 2012 على موقع واي باك مشين.
39. 1 2  الجانب التربوي من حياة الدكتور صالح محمد العجيري، العجيري ونبوغه في علم الفلك، ص12
40. ↑  كتاب ما لم يذكر عن حياة صالح العجيري، أصل الهوية، ص25 من مؤسسة الكويت للتقدم العلمي
41. 1 2  كتاب سيرة ومسيرة الدكتور صالح العجيري، ص74، محمد محمد أحمد عيسوي، مكتبة العجيري، 2003
42. ↑  الجانب التربوي من حياة الدكتور صالح محمد العجيري، أول درس فلكي في حياة العجيري، ص12-13
43. 1 2  قراءة الطالع والأبراج من التنجيم ولا يرتكز على أسس علمية مجلة الوعي الإسلامي. نسخة محفوظة 04 مارس 2016 على موقع واي باك مشين. [وصلة مكسورة]
44. 1 2 3  بحث عن المعرفة في هذا المجال من باب «اعرف عدوك» الأربعاء 28 يوليو 2010 - لقاء مع صحيفة الأنباء نسخة محفوظة 23 أغسطس 2018 على موقع واي باك مشين.
45. 1 2  كتاب ما لم يذكر عن حياة صالح العجيري، الصلة بالفلك، ص11، من مؤسسة الكويت للتقدم العلمي
46. 1 2  كتاب ما لم يذكر عن حياة صالح العجيري، الصلة بالفلك، ص13 من مؤسسة الكويت للتقدم العلمي
47. ↑  كتاب سيرة ومسيرة الدكتور صالح العجيري، ص7، محمد محمد أحمد عيسوي، مكتبة العجيري، 2003
48. ↑  كتاب سيرة ومسيرة الدكتور صالح العجيري، ص76، محمد محمد أحمد عيسوي، مكتبة العجيري، 2003
49. ↑  كتاب ما لم يذكر عن حياة صالح العجيري، المحاولة الأولى، ص27 – ص28 من مؤسسة الكويت للتقدم العلمي
50. 1 2  كتاب سيرة ومسيرة الدكتور صالح العجيري، ص79، محمد محمد أحمد عيسوي، مكتبة العجيري، 2003
51. ↑  كتاب سيرة ومسيرة الدكتور صالح العجيري، ص80، محمد محمد أحمد عيسوي، مكتبة العجيري، 2003
52. ↑  كتاب ما لم يذكر عن حياة صالح العجيري، المحاولة الأولى، ص27 من مؤسسة الكويت للتقدم العلمي
53. ↑  كتاب سيرة ومسيرة الدكتور صالح العجيري، ص91، محمد محمد أحمد عيسوي، مكتبة العجيري، 2003
54. 1 2  كتاب ما لم يذكر عن حياة صالح العجيري، دراسة أكثر تطورًا، ص33 من مؤسسة الكويت للتقدم العلمي
55. 1 2 3 4  كتاب سيرة ومسيرة الدكتور صالح العجيري، ص92، محمد محمد أحمد عيسوي، مكتبة العجيري، 2003
56. ↑  كتاب ما لم يذكر عن حياة صالح العجيري، دراسة أكثر تطورًا، ص34 من مؤسسة الكويت للتقدم العلمي
57. ↑  كتاب ما لم يذكر عن حياة صالح العجيري، أما كيف يحسب التقويم، ص43 من مؤسسة الكويت للتقدم العلمي
58. ↑  كتاب سيرة ومسيرة الدكتور صالح العجيري، ص92 – ص95، محمد محمد أحمد عيسوي، مكتبة العجيري، 2003
59. ↑  الجانب التربوي من حياة الدكتور صالح محمد العجيري، أساتذة في حياة العجيري، ص21
60. 1 2 3 4 5  العجيري سعيت منذ صغري لمعرفة توقيت "نهاية العالم " موقع جمعية المهندسين الكويتية. نسخة محفوظة 21 نوفمبر 2015 على موقع واي باك مشين. [وصلة مكسورة]
61. ↑  كتاب ما لم يذكر عن حياة صالح العجيري، قصة الروزنامة، ص35 من مؤسسة الكويت للتقدم العلمي
62. ↑  كتاب ما لم يذكر عن حياة صالح العجيري، قصة الروزنامة، ص38 من مؤسسة الكويت للتقدم العلمي
63. ↑  صور: تغطية افتتاح متحف د.صالح العجيري في النادي العلمي نسخة محفوظة 23 أغسطس 2018 على موقع واي باك مشين.
64. 1 2  مكتبة العجيري بقلم فاطمة الإبراهيم. نسخة محفوظة 05 يوليو 2018 على موقع واي باك مشين.
65. ↑  علم الفلك يطوي صفحة مضيئة.. وفاة العالم الكويتي صالح العجيري نسخة محفوظة 2023-04-04 على موقع واي باك مشين.
66. ↑  سفير الكويت في إندونيسيا يفتتح مركز صالح العجيري الإسلامي موقع جمعية الإصلاح الاجتماعي. نسخة محفوظة 11 أبريل 2020 على موقع واي باك مشين.
67. 1 2 3 4 5 6 7 8 9 10 11  الجانب التربوي من حياة الدكتور صالح محمد العجيري، إصدارات العجيري، ص15
68. ↑  كتاب الجانب التربوي من حياة الدكتور صالح محمد العجيري، إصدارات العجيري، ص16، محمد محمد أحمد عيسوي
69. 1 2 3 4 5 6 7  قراءة الطالع والأبراج من التنجيم ولا يرتكز على أسس علمية صالح العجيري، مجلة الوعي الإسلامي. نسخة محفوظة 04 مارس 2016 على موقع واي باك مشين. [وصلة مكسورة]
70. ↑  كتاب ما لم يذكر عن حياة صالح العجيري، بعيدًا عن الحدس والتخمين، ص45 من مؤسسة الكويت للتقدم العلمي
71. 1 2 3  كتاب سيرة ومسيرة الدكتور صالح العجيري، ص270، محمد محمد أحمد عيسوي، مكتبة العجيري، 2003
72. ↑  تاريخ علم التنجيم موقع آفاق علمية وتربوية، بقلم المهندس أمجد قاسم. نسخة محفوظة 05 يوليو 2018 على موقع واي باك مشين.
73. 1 2  كتاب سيرة ومسيرة الدكتور صالح العجيري، ص277، محمد محمد أحمد عيسوي، مكتبة العجيري، 2003
74. ↑  كتاب سيرة ومسيرة الدكتور صالح العجيري، ص272، محمد محمد أحمد عيسوي، مكتبة العجيري، 2003
75. ↑  كتاب سيرة ومسيرة الدكتور صالح العجيري، ص273، محمد محمد أحمد عيسوي، مكتبة العجيري، 2003
76. ↑  كتاب سيرة ومسيرة الدكتور صالح العجيري، ص274، محمد محمد أحمد عيسوي، مكتبة العجيري، 2003
77. 1 2  كتاب سيرة ومسيرة الدكتور صالح العجيري، ص249، محمد محمد أحمد عيسوي، مكتبة العجيري، 2003
78. ↑  صالح العجيري: العرب صدروا علم الفلك إلى أوروبا لقاء مع مجلة العامل عدد 535. نسخة محفوظة 4 أبريل 2017 على موقع واي باك مشين.
79. 1 2 3 4 5  سعاد الصباح تحتفي بالعجيري «عابر المجرات» محمد حنفي نسخة محفوظة 6 أبريل 2016 على موقع واي باك مشين.
80. ↑  "رحيل حبيب الكويت... صالح العجيري". جريدة الرأي الكويتية. 10 شباط (فبراير) 2022. مؤرشف من الأصل في 10 فبراير 2022. اطلع عليه بتاريخ 10 شباط (فبراير) 2022. {{استشهاد بخبر}}: تحقق من التاريخ في: |تاريخ الوصول= و|تاريخ= (مساعدة)
81. ↑  وفاة صالح العجيري .. اسباب وفاة العالم الفلكي صالح محمد العجيري في الكويت نسخة محفوظة 2023-11-06 على موقع واي باك مشين.
82. ↑  كتاب سيرة ومسيرة الدكتور صالح العجيري، ص26، محمد محمد أحمد عيسوي، مكتبة العجيري، 2003
83. ↑  العالم الفلكي الكويتي د. صالح العجيري نسخة محفوظة 04 مارس 2016 على موقع واي باك مشين.
84. 1 2 3  الجانب التربوي من حياة الدكتور صالح محمد العجيري، الجانب التربوي في حياة العجيري، ص19
85. ↑  المعلمون رسل ومنارات تضيء للأمم والشعوب طريقها نسخة محفوظة 23 فبراير 2020 على موقع واي باك مشين.
86. ↑  لقاء مع الفلكي صالح العجيري مجلة بيئتنا العدد 108 نسخة محفوظة 23 أغسطس 2018 على موقع واي باك مشين. [وصلة مكسورة]
87. ↑  الجانب التربوي من حياة الدكتور صالح محمد العجيري، الجانب التربوي في حياة العجيري، ص19 – ص20
88. 1 2 3  كتاب سيرة ومسيرة الدكتور صالح العجيري، ص312، محمد محمد أحمد عيسوي، مكتبة العجيري، 2003
89. 1 2 3  كتاب سيرة ومسيرة الدكتور صالح العجيري، ص313، محمد محمد أحمد عيسوي، مكتبة العجيري، 2003
90. ↑  كتاب سيرة ومسيرة الدكتور صالح العجيري، ص302، محمد محمد أحمد عيسوي، مكتبة العجيري، 2003
91. 1 2 3 4 5 6  الجانب التربوي من حياة الدكتور صالح محمد العجيري، الجانب التربوي في حياة العجيري، ص20
92. ↑  الجانب التربوي من حياة الدكتور صالح محمد العجيري، مواقف طريفة في حياة العجيري، ص24
93. ↑  الجانب التربوي من حياة الدكتور صالح محمد العجيري، أصدقاء العجيري، ص23
94. ↑  كتاب ما لم يذكر عن حياة صالح العجيري، الوجه الآخر، ص76 من مؤسسة الكويت للتقدم العلمي
95. ↑  كتاب سيرة ومسيرة الدكتور صالح العجيري، ص307، محمد محمد أحمد عيسوي، مكتبة العجيري، 2003
96. 1 2  كتاب سيرة ومسيرة الدكتور صالح العجيري، ص309، محمد محمد أحمد عيسوي، مكتبة العجيري، 2003
97. ↑  الجانب التربوي من حياة الدكتور صالح محمد العجيري، الجانب التربوي في حياة العجيري، ص18
98. ↑  كتاب سيرة ومسيرة الدكتور صالح العجيري، ص310، محمد محمد أحمد عيسوي، مكتبة العجيري، 2003
99. ↑  كتاب سيرة ومسيرة الدكتور صالح العجيري، ص314، محمد محمد أحمد عيسوي، مكتبة العجيري، 2003
100. 1 2 3 4 5 6 7 8  كتاب سيرة ومسيرة الدكتور صالح العجيري، ص316، محمد أحمد عيسوي، مكتبة العجيري، 2003
101. 1 2  كتاب سيرة ومسيرة الدكتور صالح العجيري، ص327، محمد محمد أحمد عيسوي، مكتبة العجيري، 2003
102. 1 2  كتاب سيرة ومسيرة الدكتور صالح العجيري، ص319، محمد محمد أحمد عيسوي، مكتبة العجيري، 2003
103. ↑  كتاب سيرة ومسيرة الدكتور صالح العجيري، ص324، محمد محمد أحمد عيسوي، مكتبة العجيري، 2003
104. ↑  مجلة العربي، توزيع جوائز الدولة التقديرية والتشجيعية، مدحت علام، العدد 566، يناير 2006، 23 سبتمبر 2008
105. 1 2 3  سعاد الصباح تخصص يوم الوفاء للفلكي صالح العجيري مجلة سيدتي نسخة محفوظة 22 يناير 2013 على موقع واي باك مشين.
106. 1 2  د. سعاد الصباح: صالح العجيري منارة علمية تستحق التكريم نسخة محفوظة 15 يناير 2013 على موقع واي باك مشين.
107. ↑  سعاد الصباح تحتفي بعابر المجرات صالح محمد العجيري نسخة محفوظة 2021-06-23 على موقع واي باك مشين.
108. ↑  «عابر المجرات»... يرصد رحلة عالم الفلك صالح العجيري نسخة محفوظة 11 أبريل 2020 على موقع واي باك مشين.
109. ↑  كتاب سيرة ومسيرة الدكتور صالح العجيري، ص334، محمد محمد أحمد عيسوي، مكتبة العجيري، 2003
110. ↑  كتاب سيرة ومسيرة الدكتور صالح العجيري، ص260، محمد محمد أحمد عيسوي، مكتبة العجيري، 2003
111. ↑  كتاب سيرة ومسيرة الدكتور صالح العجيري، ص256، محمد محمد أحمد عيسوي، مكتبة العجيري، 2003
112. ↑  كتاب سيرة ومسيرة الدكتور صالح العجيري، ص252، محمد محمد أحمد عيسوي، مكتبة العجيري، 2003
113. ↑  كتاب سيرة ومسيرة الدكتور صالح العجيري، ص251، محمد محمد أحمد عيسوي، مكتبة العجيري، 2003
114. 1 2  كتاب سيرة ومسيرة الدكتور صالح العجيري، ص248، محمد محمد أحمد عيسوي، مكتبة العجيري، 2003
115. ↑  كتاب في مرصد حلوان كان لنا مواقف ذكريات، الباب العاشر: ظاهرة صالح العجيري، محمد أحمد سليمان، ص230
116. ↑  كتاب في مرصد حلوان كان لنا مواقف ذكريات، الباب العاشر: ظاهرة صالح العجيري، محمد أحمد سليمان، ص231
117. ↑  كتاب في مرصد حلوان كان لنا مواقف ذكريات، الباب العاشر: ظاهرة صالح العجيري، محمد أحمد سليمان، ص233
118. ↑  كتاب في مرصد حلوان كان لنا مواقف ذكريات، الباب العاشر: ظاهرة صالح العجيري، محمد أحمد سليمان، ص245

### ثبت المراجع
- كتاب ما لم يذكر عن حياة صالح العجيري، من إعداد النادي العلمي ومؤسسة الكويت للتقدم العلمي عام 1980.
- كتاب الجوانب التربوية من حياة الدكتور صالح العجيري، بقلم محمد محمد أحمد عيسوي، عام 1988، مكتبة العجيري.
- كتاب سيرة ومسيرة الدكتور صالح العجيري، بقلم محمد محمد أحمد عيسوي، عام 2003، مكتبة العجيري.

## وصلات خارجية
- صالح العجيري على موقع أرشيف الشارخ.
- موقع إدارة علوم الفلك والفضاء في الكويت.
- مقابلة خاصة مع كبير الفلكيين في الخليج العربي صالح العجيري أعدها تلميذه خالد الجمعان.